# Nicéphore II Phocas
Vous lisez un « article de qualité » labellisé en 2022.
Pour les articles homonymes, voir Nicéphore II.
Nicéphore II Phocas (en grec Νικηφόρος Βʹ Φωκᾶς), surnommé la mort pâle des Sarrasins (en grec ο λευκός θάνατος των Σαρακηνών) né vers 912 et mort le 11 décembre 969, est un grand chef de guerre de l'Empire byzantin de la famille Phocas qui accède au trône et devient un empereur contesté. Il règne de 963 à 969. Issu d'une illustre famille qui a bâti sa réputation et sa fortune sur ses succès contre les Arabes en Anatolie, Nicéphore Phocas apparaît véritablement dans les années 940 quand, avec son frère Léon Phocas et son père Bardas Phocas l'Ancien, il mène un grand nombre de batailles contre les Hamdanides d'Alep. Devenu domestique des Scholes d'Orient en 955, il est à l'initiative d'une stratégie de plus en plus agressive qui mène le combat au-delà de la frontière et favorise l'émergence de sa réputation de brillant général. Choisi pour mener la reconquête de la Crète, il s'empare de l'île entre 960 et 961 puis revient mener bataille vers Alep où il s'impose à nouveau.
En 963, Romain II meurt et une vacance du pouvoir s'installe alors que les deux empereurs légitimes, Basile II et Constantin VIII, sont trop jeunes. Général le plus prestigieux de son époque, Nicéphore Phocas s'impose comme régent face aux notables de la cour et il s'empare du trône à l'été 963. Néanmoins, il ne remet pas en cause les deux souverains issus de la dynastie légitime mais gouverne en leur nom, en épousant leur mère, Théophano Anastaso, veuve de Romain II. Comme souverain, il continue sa politique d'expansion en Orient, avec succès. Profitant du délitement progressif de la puissance musulmane à ses frontières, il reconquiert la Cilicie puis reprend Antioche en 968 et contraint de plus en plus l'émirat d'Alep à la vassalité. En revanche, en Occident, il est moins heureux. Ne disposant pas des forces nécessaires pour intervenir, il ne peut s'opposer à la fin de la conquête musulmane de la Sicile et peine à circonvenir les prétentions impériales d’Otton Ier, qui tente de s'étendre en Italie méridionale. Surtout, il suscite l'intervention de la Rus' de Kiev contre les Bulgares et contribue à une déstabilisation profonde de la situation dans les Balkans.
S'il jouit d'une excellente réputation comme militaire, comme en témoignent les manuels militaires dont il est l'auteur, l'influenceur ou le commanditaire, il souffre d'une certaine impopularité en raison d'une politique fiscale austère et d'une tendance à privilégier ses parents proches aux plus hautes fonctions, au risque de lui aliéner certains grands dignitaires. Ainsi, en décembre 969, il est la victime d'une conspiration qui unit sa femme, soucieuse de préserver les droits au trône de ses fils Basile et Constantin, à plusieurs personnages d'importance, dont Jean Tzimiskès, longtemps lieutenant de Nicéphore et qui lui succède, après l'avoir fait assassiner. La postérité et le souvenir de Nicéphore Phocas sont parmi les plus riches de l'histoire des souverains byzantins. Il laisse derrière lui l'image d'un grand général qui participe grandement à l'expansionnisme byzantin de son temps, ainsi qu'un homme sensible à la spiritualité, qui l'amène à développer le monachisme, non sans s'opposer à un clergé qui apprécie peu son interventionnisme théologique.

## Sources
Le règne de Nicéphore Phocas est rapporté par plusieurs grands chroniqueurs byzantins, dont Léon le Diacre, qui est son contemporain, Jean Skylitzès ou encore Michel Psellos, plus tardifs et qui se sont certainement appuyés sur un ou plusieurs récits plus ou moins favorables à Nicéphore. R. Morris a noté que la tradition byzantine se partage entre deux visions du règne de Nicéphore, reproduisant les lignes de fracture de la société face à la politique de l'empereur. D'un côté, Léon le Diacre est généralement acquis à la cause de celui-ci et si sa chronologie est parfois confuse, son rôle de témoin d'un certain nombre d'événements fait de son Histoire la source la plus riche pour analyser la vie de Nicéphore Phocas. De l'autre, Skylitzès, plus tardif, s'appuie plutôt sur des sources défavorables à Nicéphore. Le texte de Psellos est plus succinct et s'appuie largement sur celui de Léon le Diacre, même s'il s'en distingue parfois. Il accorde une place importante à l'assassinat de Nicéphore, qu'il décrit assez précisément. Georges Cédrène est une autre source de valeur même s'il compile les écrits d'autres chroniqueurs, ainsi que Jean Zonaras, un peu plus tardif et qui délivre des éléments d'analyse absents d'autres chroniques. D'autres sources extérieures byzantines éclairent plusieurs aspects du règne de Nicéphore, comme la chronique de Yahyā d'Antioche très centrée sur les guerres avec Sayf al-Dawla ou le récit de l'ambassadeur du Saint-Empire romain germanique, Liutprand de Crémone, qui livre un récit vivant de son séjour à Constantinople, bien que très hostile à Nicéphore et qui a d'ailleurs eu un fort écho dans le monde occidental en contribuant à la mauvaise réputation de l'Empire byzantin. Parmi les auteurs musulmans, le récit de voyage d'Ibn Hawqal est souvent mobilisé. D'autres sources plus ou moins directes peuvent être mobilisées comme les traités militaires attribués à Nicéphore Phocas et qui éclairent sur le contexte militaire ou bien les novelles (texte législatif) de son règne qui ont été conservées. Parmi les sources archéologiques, la numismatique est souvent mobilisée et des vestiges d'époque attestent notamment de constructions parrainées par Nicéphore ou sa famille.

## Origines

Carte des provinces de l'Empire byzantin en Anatolie vers 950. Les Phocas sont surtout implantés en Cappadoce.

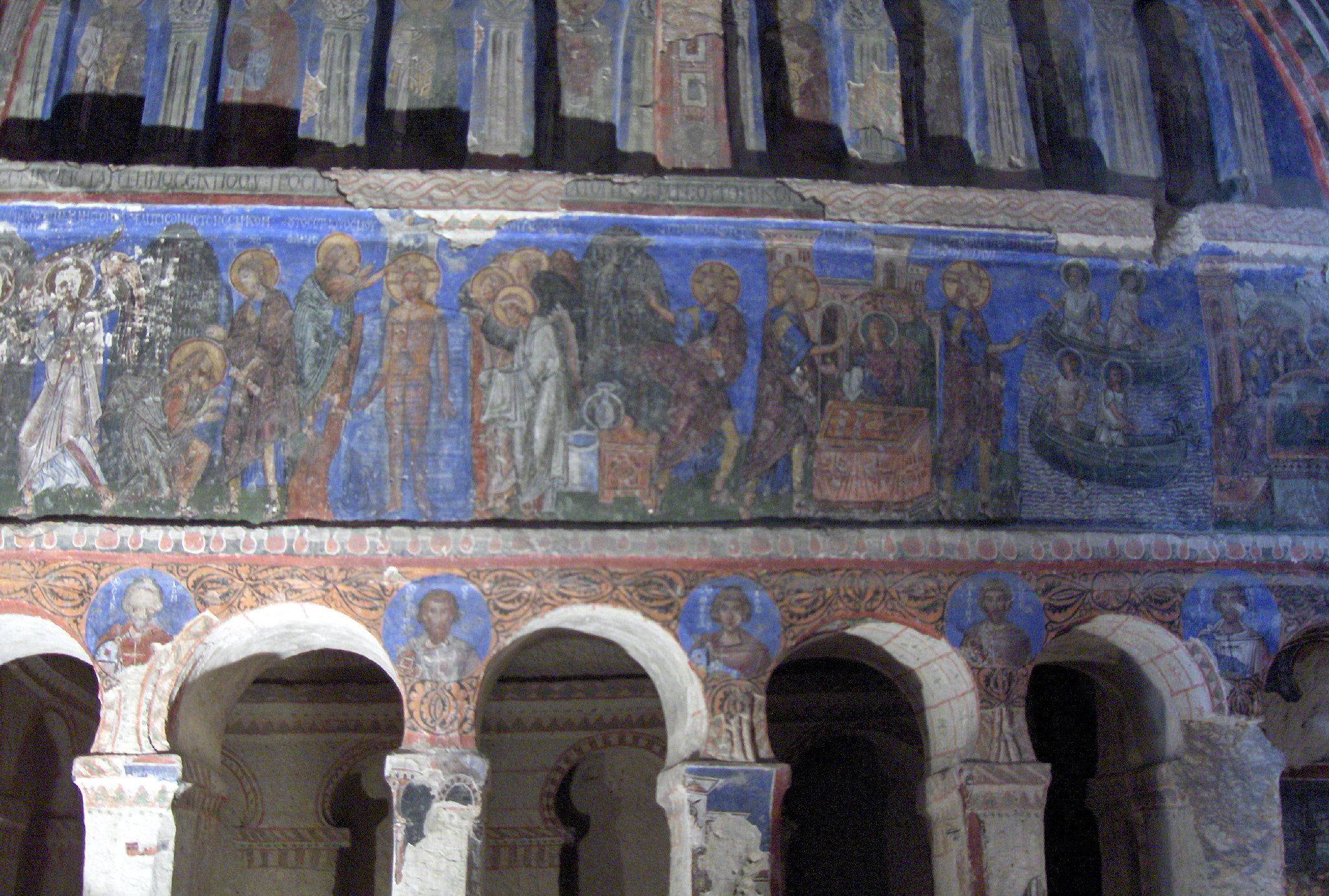
Fresque du Cycle christologique dans l'église de Tokali à Göreme (Turquie), dont la décoration est financée notamment par Nicéphore Phocas et son frère Constantin.

Fils de Bardas Phocas l'Ancien, Nicéphore II (prénom qui signifie « qui porte la victoire ») appartient à la famille Phocas, originaire de Cappadoce, qui a donné à Byzance plusieurs autres généraux. Il est né vers 912 et rejoint l'armée assez jeune. Son grand-père, prénommé aussi Nicéphore, s'est illustré en Italie et en Sicile d'où il a chassé les Maures d'Afrique du Nord sous Basile Ier, et a combattu les Bulgares sous Léon VI le Sage,. Un de ses fils et oncle de Nicéphore, Léon Phocas, a été domestique des Scholes, commandant en chef des armées dans la guerre contre les Bulgares, s'est révolté en 919-920 mais moins contre Constantin VII Porphyrogénète que contre Romain Ier Lécapène, qui exerce la réalité du pouvoir. Un autre de ses oncles, du côté maternel, est saint Michel Maleïnos, higoumène au mont Kyminas en Bithynie. Le père de Nicéphore, Bardas Phocas l'Ancien, a mené diverses campagnes et a participé à la révolte qui chasse Romain Lécapène pour rétablir Constantin VII Porphyrogénète comme seul empereur, lui octroyant une place centrale sous son règne. Finalement, plusieurs échecs contre les Arabes entraînent son remplacement progressif par ses fils.
Nicéphore a deux frères. Le premier, Constantin Phocas, stratège de Séleucie, est fait prisonnier par les Hamdanides en 949 et meurt empoisonné dans un cachot six ans plus tard selon Georges Cédrène. Le second, le curopalate et stratège de Cappadoce, Léon Phocas le Jeune, le remplace comme commandant sur la frontière orientale. Avec les Mélissène et les Sklèroi, la famille des Phocas est donc l'une des plus anciennes et des plus influentes de l'Empire byzantin, régulièrement au premier plan sans pour autant chercher à démettre la dynastie macédonienne, qui conserve le pouvoir depuis Basile Ier le Macédonien. Les Phocas sont plus spécialement actifs le long de la frontière avec la Cilicie car l'essentiel de leurs propriétés sont situés en Cappadoce. Ils sont d'ailleurs connus pour leur mécénat envers les églises et les monastères de la région, notamment dans la région de Göreme. De ce fait, la région de Tarse, à proximité directe de la Cappadoce, devient vite le principal champ d'action de Nicéphore, tant comme général que comme empereur. Les Phocas entretiennent aussi de bonnes relations avec les Ibères, à la différence des Arméniens, plus proches des autres familles byzantines de la frontière byzantino-arabe, comme les Sklèroi ou les Kourkouas et qui sont souvent des rivales des Phocas. Elles se disputent les principales fonctions d'influence au sein du gouvernement de l'Empire mais évitent généralement la confrontation directe et tendent même à se rapprocher à l'époque de Nicéphore Phocas.

## Personnalité et apparence physique

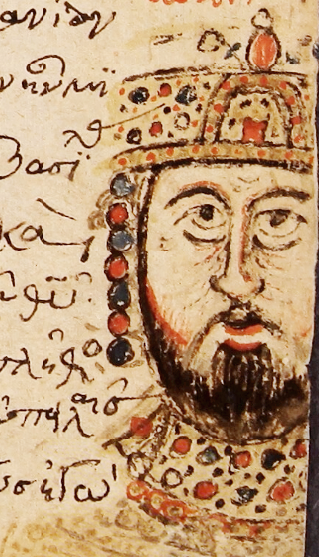
Portrait de Nicéphore Phocas dans le mutinensis gr. 122, manuscrit du XV.

Les chroniqueurs byzantins sont clairement divisés sur Nicéphore II. Certains, comme Léon le Diacre, lui sont très favorables alors que d'autres comme Jean Skylitzès, Georges Cédrène ou Jean Zonaras ne mâchent pas leurs mots dans le mépris qu'ils ont pour lui. Ainsi Skylitzès doute-t-il fortement de son apparente vertu et de son austérité. Il raconte l'avènement de Nicéphore II :

« Le 20 septembre [963], levant le masque qu'il avait pris et cessant de jouer la comédie, il épousa en justes noces Théophano. À cette occasion, il prit aussi de la viande alors qu'auparavant il s'abstenait d'en manger depuis que Bardas, le fils qu'il avait eu de sa première épouse, prenant de l'exercice à cheval dans la plaine avec son neveu Pseulès, était mort d'un coup de lance donné involontairement. Nicéphore faisait-il cela par abstinence vraie ou bien jouait-il la comédie afin de tromper les gens au pouvoir à l'époque ? »

Ces attaques portent aussi sur son aspect physique et sa manière d'être. Ainsi Cédrène décrit Nicéphore II comme petit, gros, avec de larges épaules, d'une humeur sombre et taciturne et cependant voué aux passions. Ses panégyristes voyaient en lui plutôt de la sagesse et de la sévérité ainsi qu'un haut sens de la justice. Ainsi Léon le Diacre écrit-il que « Nicéphore était un juste, un scrupuleux observateur de la loi ». Mathieu d'Édesse dans sa Chronique fait l'éloge de son humanité : « C'était un homme de bien, saint, animé de l'amour de Dieu, plein de vertu et de justice, et en même temps brave et heureux dans les combats. Miséricordieux pour tous les fidèles du Christ, il visitait les veuves et les captifs et nourrissait les orphelins et les pauvres ». Plusieurs chroniqueurs attestent de sa piété. Athanase l'Athonite, moine au mont Athos, était très lié à lui et le poussait à adopter la vie monastique. Il est réputé pour s'habiller modestement et pour dormir à même le sol ou sur un lit sommaire, en particulier lors des fêtes religieuses.
Cette opposition des historiens est sans doute renforcée par le fait que Nicéphore II accorde, non sans raisons, de nombreux subsides à l'armée et dépouille le Sénat et les monastères. Jean Skylitzès fait par ailleurs le récit de sa fin de règne, dans lequel Nicéphore II passe pour développer un état d'esprit paranoïaque. Ainsi écrit-il que Nicéphore II fit construire un mur autour du palais et « une citadelle d'où il put exercer sa tyrannie sur les malheureux citoyens. » Il finit par critiquer sa brutalité envers les citoyens de Constantinople — dont il avait fini par se faire détester — ainsi que son avarice.
L'évêque lombard Liutprand de Crémone, envoyé comme ambassadeur à Constantinople par l'empereur du Saint-Empire Otton Ier, donne une description peu flatteuse de l'empereur byzantin :

« Ce Nicéphore me parut un vrai monstre. Il a une taille de Pygmée, une grosse tête, de petits yeux, une barbe courte, large, épaisse, entremêlée de blanc et de noir, un cou fort court, des cheveux fort longs et fort noirs, un teint d'Éthiopien et capable de faire peur à quiconque le rencontrerait dans l'obscurité de la nuit, de longues cuisses, de courtes jambes, un habit déteint et usé, une chaussure étrangère, une langue piquante et injurieuse, un esprit dissimulé et fourbe. »

En revanche, un consensus existe autour des talents militaires de Nicéphore Phocas, général avant d'être empereur et dont les connaissances militaires sont très vastes. Héritier d'une famille destinée au métier des armes, originaire d'une région proche de la frontière anatolienne, sa vie est vouée à combattre l'adversaire musulman et il gagne notamment le surnom de « mort pâle des Sarrasins ».
Nicéphore a été marié une première fois avec une femme sur laquelle presque rien n'est connu, à part qu'elle appartient à la famille des Pleustai, peut-être issue du Pont, et qu'elle est morte bien avant lui. Le seul fils qu'ils ont eu ensemble, prénommé Bardas, est tué accidentellement par un certain Pleutzès, un parent de Nicéphore.

## Contexte général
La deuxième moitié du Xe siècle est une ère d'expansion pour l'Empire. Gustave Schlumberger l'évoque comme l'épopée byzantine, qui s'incarne dans une extension territoriale significative, notamment en Orient. Depuis le temps des invasions musulmanes au VIIe siècle, l'Empire s'est recentré en Anatolie, devenu le cœur de sa puissance et une région de conflictualité intense avec les Arabes, souvent à l'offensive sous la forme de raids destructeurs. Avec l'affaiblissement du califat abbasside et le renforcement de l'Empire, qui connaît une ère de stabilité sous la dynastie macédonienne instaurée par Basile Ier le Macédonien un siècle plus tôt, l'initiative change peu à peu de camp. Les Phocas en général et Nicéphore en particulier sont à l'avant-garde de ce mouvement, participant largement à la guerre contre les Musulmans dans la région connue sous le nom de al-thughur, véritable marche militaire du monde islamique, en Cilicie, au nord de la Syrie et en Mésopotamie d'où partent les raids contre l'Empire. Au-delà, si les empereurs macédoniens restent à la source de la légitimité du pouvoir, cela n'empêche pas l'émergence ponctuelle de figures militaires de premier plan, capables d'exercer des formes de régence plus ou moins affirmées, à l'image de Romain Ier Lécapène. Elles traduisent aussi les ambitions d'une aristocratie de plus en plus influente, souvent issue des marges militarisées de l'Empire. En outre, la stabilisation politique de l'Empire est favorisée par un dynamisme économique croissant. À l'intérieur, la société byzantine s'appuie solidement sur un monde rural militarisé, incarné par les stratiotes. Soldats tout autant que paysans, ils sont l'outil de la défense du territoire et les empereurs de l'époque sont attentifs à les protéger de la croissance d'une classe aristocratique qui s'affirme par la possession de propriétés foncières toujours plus importantes. Ce modèle, souvent cité comme au fondement du renouveau byzantin, connaît aussi une lente mutation du fait de nécessités politiques et militaires nouvelles.

## Premiers exploits militaires

Carte des principales positions de la frontière arabo-byzantine, principal théâtre des exploits de Nicéphore Phocas.

### L'ascension sur le front oriental (945-960)
Les premières années de Nicéphore Phocas sont mal connues. Sous Romain Lécapène, initiateur de la première vague d'expansion byzantine en Orient, les Phocas sont dans une forme de disgrâce et sont peu actifs, en tout cas dans des rôles de premier plan. Avec la chute de Lécapène en 944, Nicéphore Phocas connaît une première promotion, puisqu'il devient stratège des Anatoliques vers 945, l'une des plus importantes provinces militaires de l'Empire. Il reste plusieurs années à ce poste, qui lui permet certainement de consolider son expérience militaire. Il accompagne alors certainement son père ainsi que son frère, Léon Phocas, dans leurs expéditions militaires contre les Hamdanides, principale puissance musulmane à la frontière de l'Empire. Ainsi, en 953, Bardas est vaincu et blessé lors de la bataille de Marach face à Ali Sayf al-Dawla, tandis que Constantin Phocas est fait prisonnier,. Considéré comme responsable des difficultés des Byzantins sur la frontière syrienne, Bardas est remplacé par son fils Nicéphore vers 955 comme domestique des Scholes d'Orient, soit le général en chef des armées asiatiques. Ce choix peut surprendre car Léon Phocas semble alors se prévaloir de succès militaires plus probants, en tout cas mieux rapportés par les chroniqueurs de l'époque mais peut-être Constantin a-t-il voulu respecter le privilège de l'aînesse dont jouit Nicéphore ou éviter de trop promouvoir Léon, qui pourrait devenir un rival potentiel. De 956 à 961, Nicéphore va s'efforcer de rétablir la situation militaire face aux Hamdanides, reprenant progressivement l'initiative pour prétendre à nouveau à des conquêtes territoriales. Dès 956, il prévoit d'envoyer son lieutenant mais aussi neveu, Jean Tzimiskès, pour lancer un raid mais Sayf al-Dawla anticipe et attaque le premier, remportant un succès notable. Néanmoins, dans le même temps, Léon Phocas mène une expédition en Syrie et défait le cousin de Sayf al-Dawla, qui est fait prisonnier. En septembre, l'émir tente de riposter par un raid autour de Mélitène mais il est pris à revers en Cilicie, où les Byzantins lancent eux aussi une attaque, soutenue par une flotte conduite victorieusement par Basile Hexamilitès. L'émir de Tarse, vassal de Sayf al-Dawla, est alors de plus en plus en difficultés sur ce qui apparaît comme le flanc le plus exposé de la frontière byzantino-arabe.
L'année suivante, Nicéphore s'empare de la forteresse d'Hadath et Tzimiskès pille la Jazirah, prenant notamment Dara. Il corrompt aussi les mercenaires turcs de l'émir qui doit lutter contre leur tentative de soulèvement L'année suivante, Nicéphore Phocas reçoit des renforts de Basile Lécapène et conduit une importante expédition qui prend d'assaut Samosate, déjà attaquée l'année passée. Sayf al-Dawla tente de s'interposer mais il est vaincu lors de la bataille de Raban, au cours de l'automne, qui consacre le retour en force des Byzantins dans la région, désormais en mesure de lancer des offensives de plus en plus ambitieuses,. En 959, Léon Phocas pénètre jusqu'à Cyrrhus en mettant à sac plusieurs forteresses. Si Nicéphore est bientôt appelé sur un autre front, les Byzantins ont largement consolidé leurs positions et ont posé les bases de l'expansion à venir.

### L’expédition en Crète (960-961)

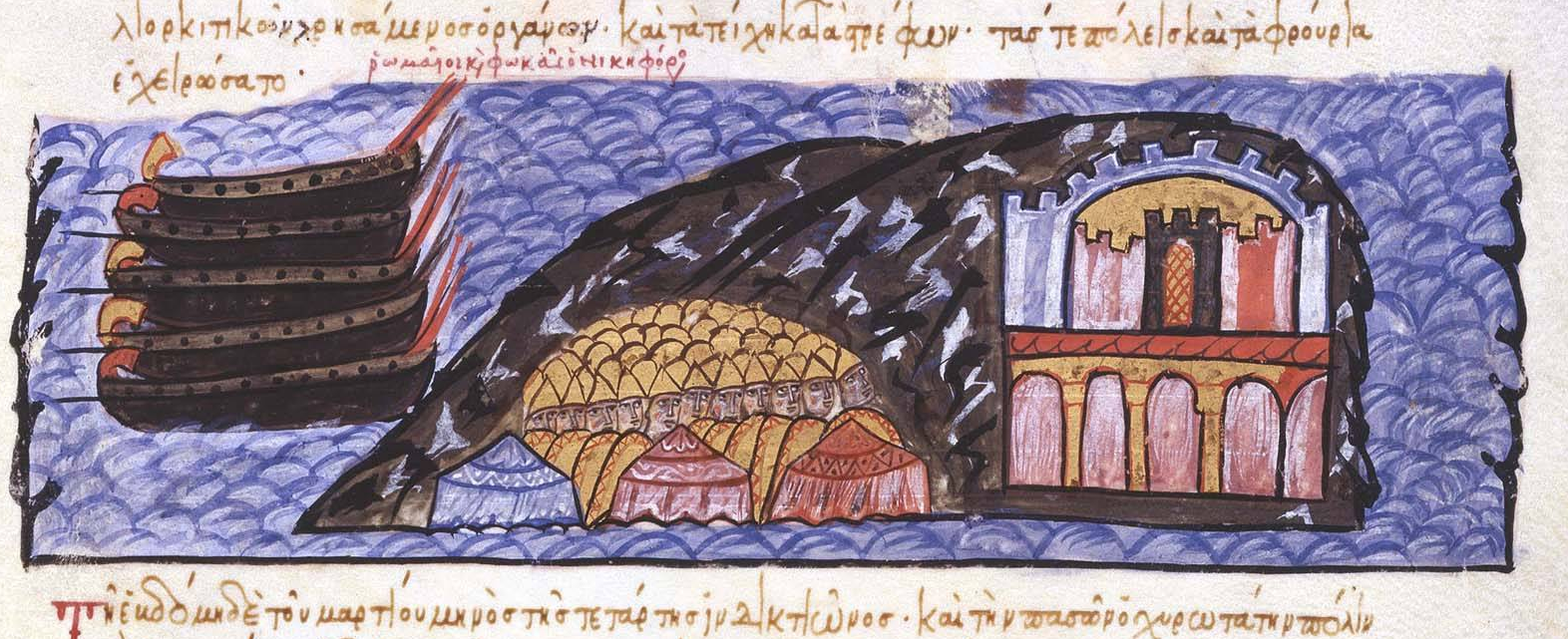
Le siège de Chandax représenté dans la Chronique de Skylitzès de Madrid.

Depuis sa conquête par les Arabes en 824, la Crète est devenue la base arrière de pirates pillant les côtes terres byzantines. Leurs expéditions sont sanglantes et sans pitié, comme celle de 904 sur Thessalonique racontée par Jean Caminiatès. Dès 825, les Byzantins tentent à cinq reprises de reprendre l'île, sans succès ; la dernière, commandée par Constantin Gongylès, à la fin du règne de Constantin VII en 949, est un désastre. Les pirates ruinent le commerce des ports byzantins, aussi Joseph Bringas, le parakimomène, chef du Sénat et vrai détenteur du pouvoir impérial sous Romain II, décide d'une nouvelle expédition. Il place à sa tête Nicéphore Phocas, alors considéré comme le meilleur général de l'Empire. Il rassemble une grande armée, réunissant l'essentiel des troupes anatoliennes, soit plusieurs dizaines de milliers d'hommes, qui embarquent à bord de plusieurs centaines de navires. Un tel déploiement de forces est rendu possible par la paix relative qui règne aux frontières de l'Empire.
Dès le débarquement, le 13 juillet 960, Nicéphore repousse victorieusement les forces arabes et impose un siège à Chandax, la capitale de l'île, qu'il échoue dans un premier temps à prendre d'assaut. Lors du siège, Nicéphore Phocas doit faire face à la défaite d'un de ses généraux, envoyé dans l'île collecter des vivres et qui s'est imprudemment exposé à une attaque. Il décide de renforcer la pression sur Chandax, qu'il coupe complètement du reste de l'île grâce à une muraille construite par les Byzantins. Il s'efforce aussi d'obtenir des renseignements sur l'état des forces arabes encore présentes sur l'île et parvient à les prendre par surprise alors qu'ils s'apprêtent à attaquer les Byzantins. Pour affaiblir le moral des assiégés, il exécute en masse les prisonniers, à la vue des défenseurs de Chandax et Léon le Diacre rapporte une harangue lyrique qu'il adresse à ses hommes pour les encourager. Pour autant, les assiégés repoussent un nouvel assaut avant l'hiver. Nicéphore Phocas fait alors construire plus d'armes de siège pour une nouvelle attaque en mars 961, qui parvient à mettre à bas les remparts de la cité, qui est prise d'assaut. La ville est soumise à un intense pillage et un important butin peut être envoyé à Constantinople, ainsi que des prisonniers, dont l'émir de la Crète, Abd el-Aziz.
La prise de Chandax assure aux Byzantins la reconquête de la Crète, qui devient une province dont l'importance stratégique est significative et qui fait rapidement l'objet d'une politique de promotion du christianisme après cent cinquante ans de présence musulmane. Le prêcheur Nikon le Métanoéite se rend rapidement sur l'île pour y rétablir le dogme chrétien. Si Nicéphore Phocas échoue dans sa fondation d'une nouvelle capitale sur l'île, Téménos, cela ne saurait masquer le succès de cette reconquête, qui assoit encore plus sa réputation de général victorieux.

### Campagne en Orient

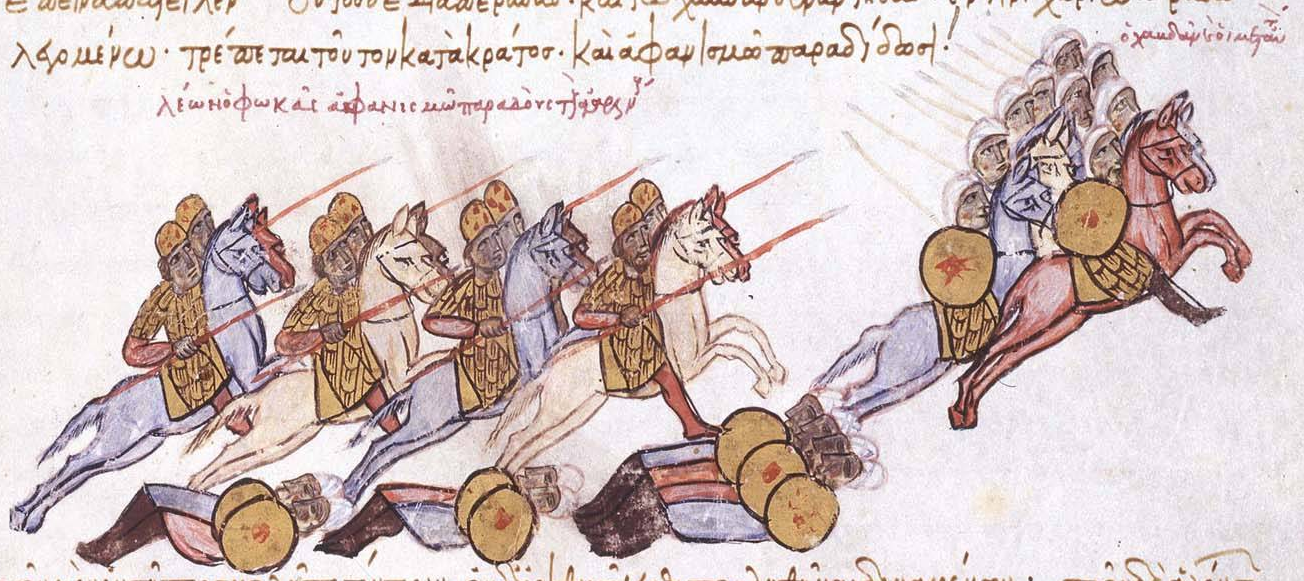
La bataille d'Andrassos remportée par le frère de Nicéphore, dans la chronique de Skylitzès de Madrid.

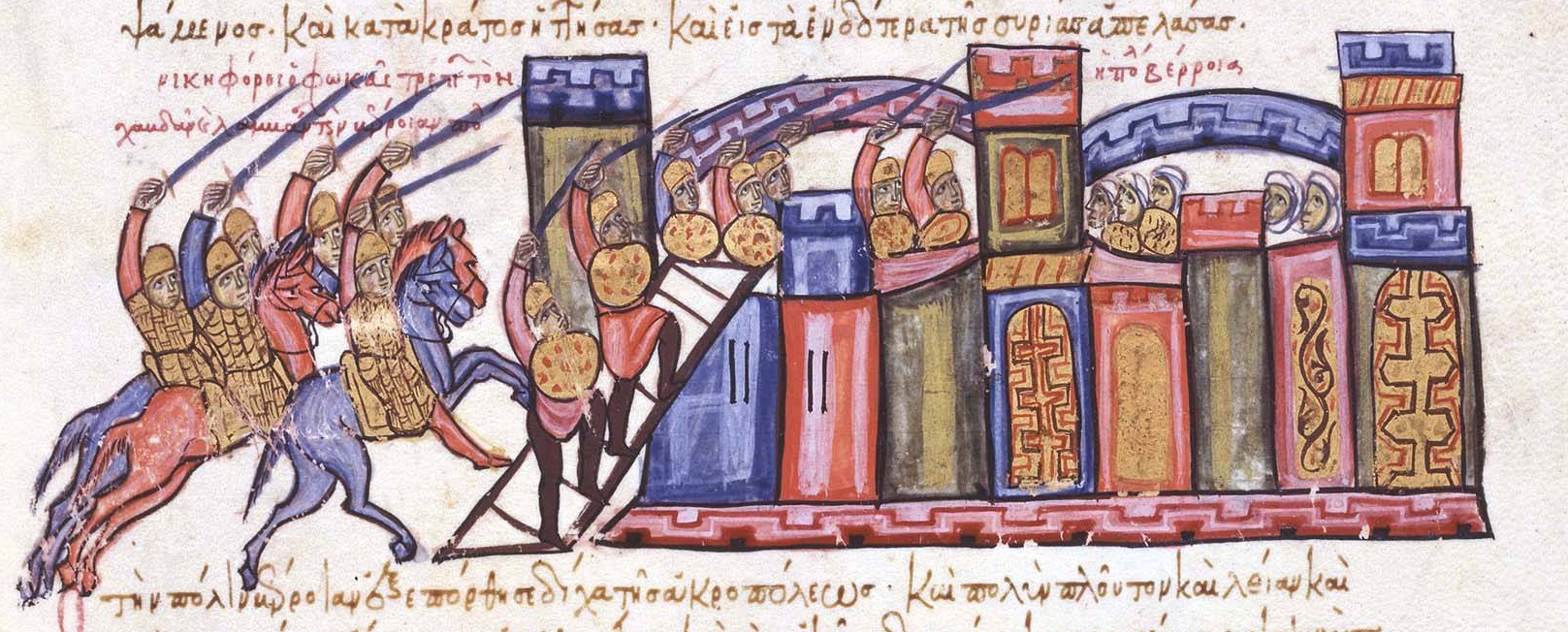
La prise d'Alep (Berroia) par les Byzantins dans la chronique de Skylitzès de Madrid.

Après avoir reçu les honneurs rares du triomphe romain et avoir été nommé à nouveau titulaire de la charge de domestique des Scholes d’Orient (il remplace son frère Léon Phocas le Jeune à ce poste), il retourne dans l'Est avec une armée forte et bien équipée durant l'hiver 961-962. Dans l'intervalle l'émir hamdanide Ali Sayf al-Dawla a lancé un raid en terres byzantines mais a essuyé une lourde défaite au cours de la bataille d'Andrassos, le 8 novembre 960. Une fois revenu de Crète, Nicéphore Phocas peut passer à l'offensive face à un adversaire affaibli. Il met notamment à sac Anazarbe en février 962, qui ne peut plus servir de verrou dans le dispositif frontalier musulman,. La destruction de cette cité est un exemple typique de la stratégie de la terre brûlée que n'hésite pas à mettre en œuvre Nicéphore Phocas pour briser les défenses adverses. Le général byzantin peut désormais lancer ses forces de la Cilicie sur le reste de la Syrie. Il s'empare de Marach, Sisum et Manbij dès l'année 962, alors que Sayf al-Dawla tente de renouer les communications avec la Cilicie. Le déroulement exact des événements reste flou mais Nicéphore Phocas est en mesure de menacer directement Alep au début de l'hiver 962, alors que les Arabes ne s'attendent pas à un assaut aussi tard dans la saison. Désorganisées, les troupes de l'émir sont plusieurs fois vaincues ou repoussées, notamment par Jean Tzimiskès, le lieutenant de Nicéphore. Finalement, le 23 décembre 962, la ville d'Alep tombe aux mains des Byzantins, alors que Sayf al-Dawla s'est déjà enfui. La capitale des Hamdanides est mise à sac, à l'exception de la citadelle qui parvient à résister. Le succès est considérable pour Nicéphore, qui peut se retirer avec plusieurs milliers de prisonniers et un important butin. En revanche, l'événement provoque un choc dans le monde musulman. Si Sayf al-Dawla revient assez vite à Alep, il ne peut que constater que ses troupes sont désormais sur la défensive et son autorité fragilisée alors que la Cilicie semble plus menacée que jamais.

## Accession au trône

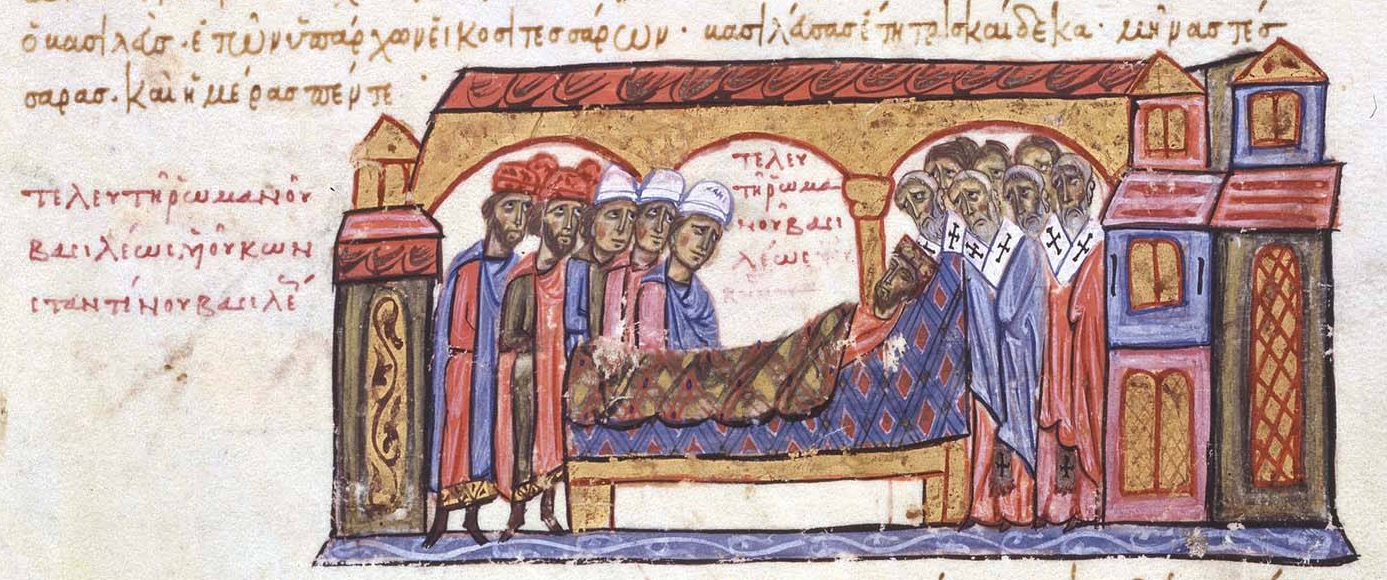
Romain II sur son lit de mort (chronique de Skylitzès de Madrid).

À la mort de Romain II en mars 963 dans des circonstances suspectes, un flottement règne au sein de la cour impériale. La régence est alors assurée par le parakimomène Joseph Bringas, qui entretient des relations complexes avec Nicéphore Phocas. Or, dès le mois d'avril, ce dernier se rend à Constantinople, auréolé de ses succès contre les Arabes, et triomphe dans les rues de la capitale. La suite est quelque peu confuse. Selon Skylitzès, Nicéphore le convainc de ses bonnes intentions, affirmant qu'il veut devenir moine, et Bringas le laisse repartir. En revanche, Léon le Diacre affirme que le parakimomène tente de s'emparer de lui et que Nicéphore trouve refuge dans Sainte-Sophie, où il gagne le soutien du patriarche Polyeucte, qui cherche surtout à garantir les droits des enfants de Romain II. Nicéphore peut alors se rendre devant le Sénat byzantin pour être confirmé dans sa charge de domestique des Scholes contre la promesse de ne pas briguer le trône. Selon Anthony Kaldellis, il est peu probable que Bringas ait essayé de capturer Nicéphore, tout en soutenant que le Sénat le confirme dans ses fonctions en échange d'un serment. Il peut ensuite quitter la capitale et rejoindre ses terres.

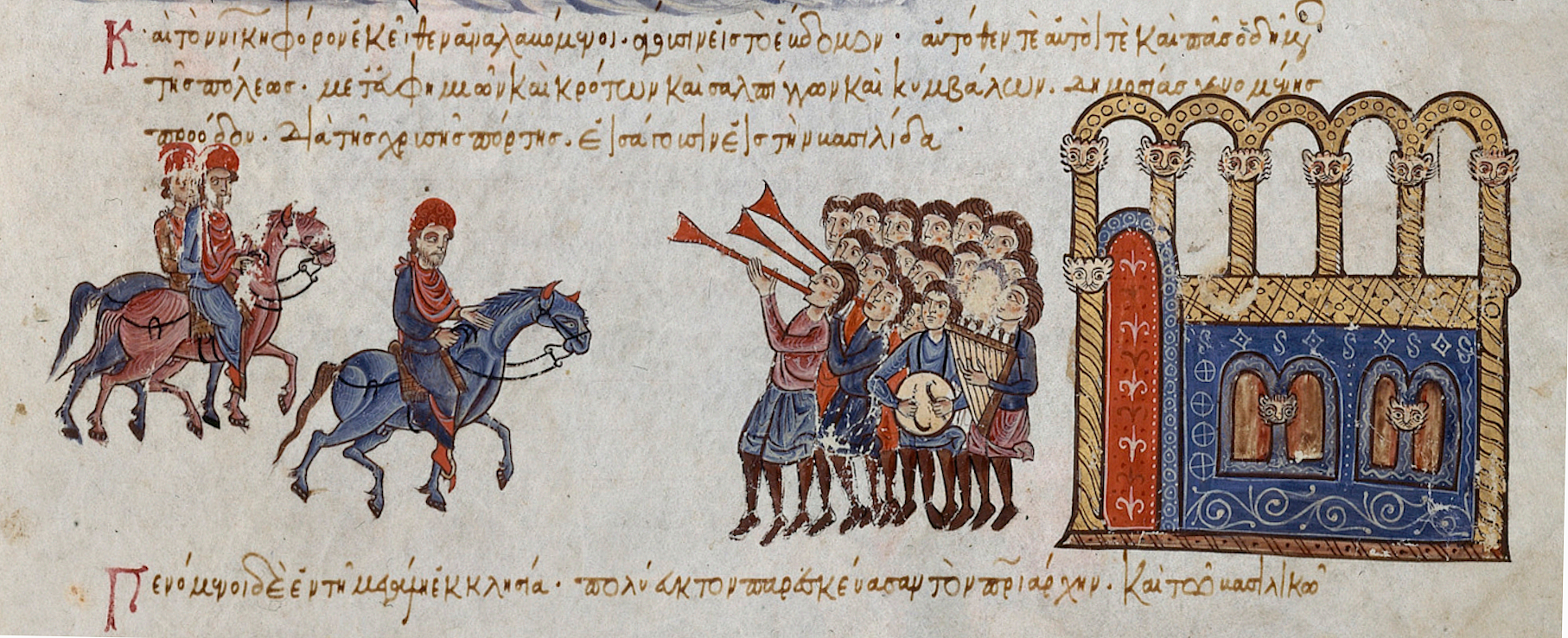
Entrée de Nicéphore II Phocas à Constantinople (manuscrit Skylitzès).

Là encore, le doute subsiste sur le déroulement des événements. Bringas aurait provoqué l'enchaînement qui conduit à l'arrivée au pouvoir de Nicéphore Phocas en envoyant une lettre au lieutenant de celui-ci, Tzimiskès, lui enjoignant de trahir son chef en échange du pouvoir suprême, ce que Tzimiskès aurait refusé. Il en informe Nicéphore Phocas, qui rassemble ses troupes en Cappadoce et est proclamé empereur le 3 juillet 963 devant Césarée de Cappadoce. Kaldellis estime que le mouvement aurait été trop risqué pour Bringas, tandis que la lettre envoyée à Constantinople par Nicéphore pour officialiser ses prétentions au trône ne fait mention d'aucun complot contre lui. Dans tous les cas, il dispose de soutiens solides. Au-delà de l'appui de l'armée, il a des partisans influents dans la capitale, notamment Théophano, la veuve de Romain II. Le soutien de l'impératrice s'explique par son souhait de préserver les droits de ses enfants, en s'alliant à un commandant influent, capable de réfréner les mutineries au sein de l'armée et qui appartient à une famille fidèle à la lignée macédonienne,. Il reçoit aussi l'appui de l'ancien parakimomène Basile Lécapène, évincé par Joseph Bringas et qui voit là une occasion de se venger en armant ses partisans dans la capitale,. Général parmi les plus prestigieux, Nicéphore n'a guère de mal à imposer son autorité en Orient. En revanche, les armées occidentales sont plus hostiles. Leur commandant, Marianos Argyre est un allié de Bringas mais il ne peut se risquer à un affrontement direct et préfère rester derrière les remparts de la capitale, qui demeure le centre du pouvoir.
Nicéphore Phocas s'emploie à envoyer des hommes près de Constantinople, pour contrôler le Bosphore et il envoie une lettre à Bringas, demandant à être reconnu comme co-empereur, tout en garantissant ne pas vouloir déposer les deux fils de Romain II. C'est véritablement à ce moment que Joseph Bringas décide de réagir par la force. Il tente de s'emparer des proches de Nicéphore mais Bardas Phocas se réfugie dans la basilique Sainte-Sophie, tandis que Léon Phocas se cache. Bientôt, Bringas et Argyre sont en butte à l'hostilité de la population de la capitale, au point que le deuxième périt lors d'émeutes. Bringas est contraint à la fuite, alors que les soutiens de Phocas s'emparent de la ville et envoient une flotte chercher le nouvel empereur. Nicéphore II Phocas fait son entrée dans la ville par la Porte d'Or et y est couronné le 16 août au côté des fils de Romain II. Il prend soin de récompenser ses proches et nomme Tzimiskès domestique des Scholes d'Orient, élève son père à la dignité de césar et nomme son frère curopalate. La promotion de sa famille proche à des postes élevés est un fait marquant du règne de Nicéphore, qui veille en parallèle à prévenir l'ascension de tout rival potentiel. Le 20 septembre, il épouse Théophano, non sans une certaine opposition du clergé. Les deux époux en sont alors à leur deuxième mariage, ce qui est mal toléré par l'Église et impose normalement une pénitence de deux ans. Par ailleurs, Nicéphore serait le parrain de l'un des fils de Théophano, ce qui introduit un lien de filiation de nature à s'opposer au mariage ; mais, après que Polyeucte a fait planer la menace d'une interdiction de communion pour le souverain, la cour se rappelle opportunément que c'est Bardas le parrain, ce qui lève la difficulté,. La nature exacte de la relation entre Théophano et Nicéphore demeure mal connue. Skylitzès prétend qu'ils sont amants quand Phocas célèbre son triomphe à Constantinople, ce qui précipite sa prétention au titre impérial mais il s'agit sûrement d'une vision romancée de la réalité. Théophano, qui a souvent été dépeinte comme une femme aussi belle que dangereuse, a souffert des jugements de ses contemporains. Agissant d'abord pour préserver les droits au trône de ses fils, il est probable qu'elle n'ait que peu d'attirance pour Nicéphore, plus âgé et peu connu pour sa beauté. Quant à lui, il est possible qu'il ait été séduit par la jeune femme, sans qu'il soit possible d'en savoir beaucoup plus.

## Politique extérieure

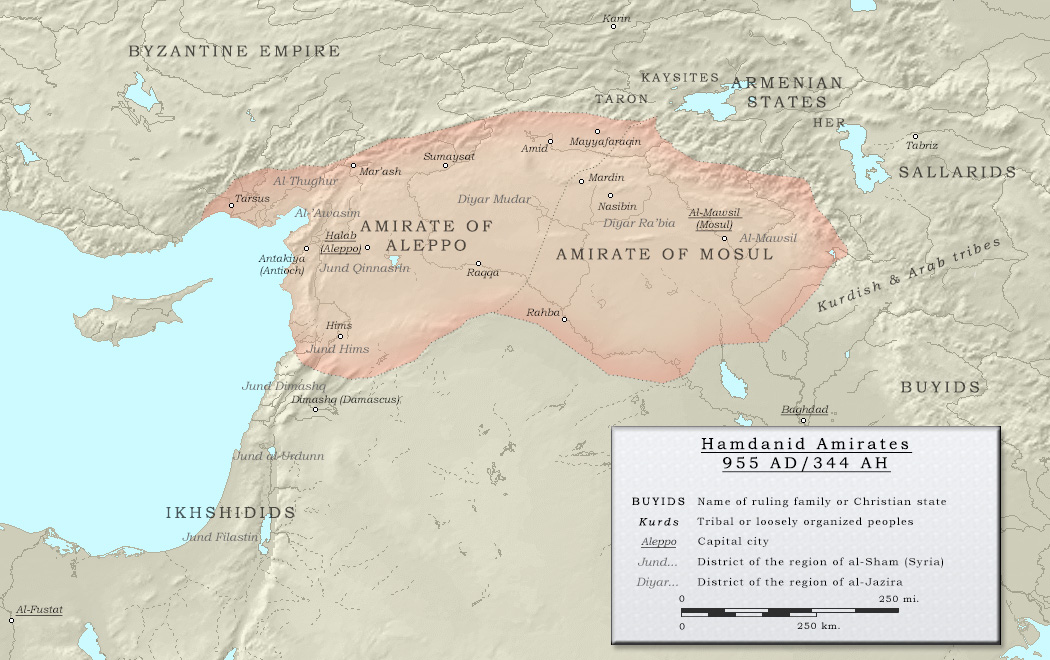
Carte des territoires contrôlés par les Hamdanides, séparés entre l'émirat d'Alep, frontalier de l'Empire byzantin et celui de Mossoul. Faisant figurer les frontières existantes vers 955, les Hamdanides maîtrisent alors toujours la région autour de Tarse (dite al-thughur), conquise par Nicéphore Phocas au terme de son règne.

L'engagement militaire en Orient de Nicéphore Phocas ne change guère avec son accession au trône impérial. Dans la lignée de ses succès antérieurs, il continue la poussée byzantine vers l'est face à Sayf al-Dawla, dont Léon Bloy a dit de leur rivalité qu'elle est « l'une des plus héroïques péripéties du Xe siècle ». À cet égard, le règne de Nicéphore confirme la transition progressive d'une guerre défensive à une guerre de conquêtes face à un adversaire musulman désorganisé et divisé. Les réussites militaires de Nicéphore Phocas expliquent que deux manuels fondamentaux de l'histoire militaire byzantine lui sont attribués. D'abord, le De velitatione bellica, souvent traduit en Traité sur la guérilla, qui se veut une compilation des principaux fondamentaux de la guerre défensive. Son auteur, qui a pu être un proche ou un officier de Nicéphore Phocas, entend garder le souvenir des bonnes pratiques d'une conflictualité alors obsolète. Au contraire, le Praecepta Militaria, rédigé à la même époque, peut-être postérieurement, se conçoit comme un manuel de la guerre offensive, qui prend certaines campagnes des Phocas comme exemples. Si l'attribution de ces ouvrages à Nicéphore Phocas demeure largement hypothétique, ils illustrent très bien l'évolution militaire de l'Empire dans le courant du Xe siècle.

### De la prise de la Cilicie à la conquête d'Antioche

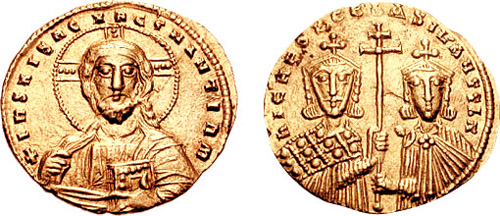
Nicéphore II Phocas et son beau-fils, le futur Basile II.

Dès le début de son règne, Nicéphore II mène le combat contre les émirats musulmans frontaliers. Ceux d'Alep et de Tarse tentent de profiter de son arrivée sur le trône pour le déstabiliser et lancent deux raids à l'automne 963. Ali Sayf al-Dawla s'avance vers Iconium avant de se replier, gêné par les embuscades. Néanmoins, c'est bien l'émirat de Tarse qui est la cible principale des Byzantins. En décembre, Tzimiskès attaque Adana et écrase une armée ennemie, autour d'une colline surnommée « La Montagne de sang ». Il poursuit par le siège de Mopsueste mais doit l'abandonner par manque de vivres, non sans dévaster les environs des principaux centres urbains de la région. En février 964, il s'est déjà retiré quand Ali Sayf al-Dawla arrive en renfort. Il semble qu'une trêve est ensuite conclue avec l'émir d'Alep, qui préfère se concentrer sur ses difficultés internes alors que sa santé décline de plus en plus. Au-delà, le fossé se creuse entre la Cilicie, qui lutte pour sa survie et l'émirat d'Alep.

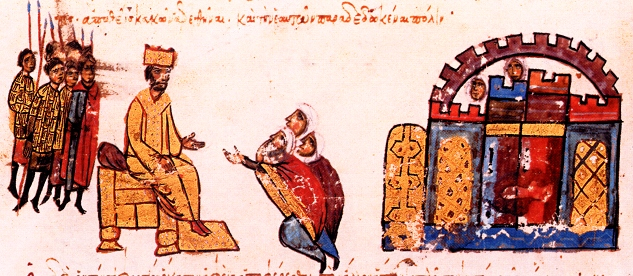
Miniature représentant Nicéphore recevant des émissaires de Tarse.

Avec l'affaiblissement de Sayf al-Dawla, Nicéphore a désormais les mains libres pour s'emparer de la Cilicie. À l'été 964, il mène plusieurs raids en personne, prenant temporairement Anazarbe mais échouant devant Tarse, trop bien fortifiée. En décembre, Mopsueste est de nouveau assiégée, sans résultat. Néanmoins, la Cilicie musulmane est profondément fragilisée. À l'entame de l'année 965, elle n'est plus en état de résister. L'empereur, assisté de Tzimiskès et de son frère, Léon Phocas, rejette les offres de soumission de Tarse et de Mopsueste. À l'été, Mopsueste est attaquée par Tzimiskès et Tarse par Léon Phocas. Le 13 juillet, la première tombe et une partie de ses habitants est massacrée. Le 16 août, c'est Tarse qui capitule, trois jours avant l'arrivée d'une flotte de ravitaillement venue d'Égypte et chassée par les navires byzantins. Les musulmans sont expulsés de la ville, repeuplée de Romains et d'Arméniens. La conquête s'achève par la prise de Germanicée quelques semaines plus tard. La région est réorganisée en thèmes et, en octobre, Nicéphore II revient triomphalement à Constantinople où il organise diverses festivités pour célébrer son succès. Il exhibe notamment les portes des cités de Tarse et de Mopsueste comme symboles de ses succès. La prise de Tarse, qui a longtemps été l'une des grandes bases des musulmans pour leurs raids contre l'Empire, constitue un revirement important dans les guerres byzantino-arabes et offre de nouvelles perspectives de conquête. En parallèle, il est aussi parvenu à rétablir la complète souveraineté byzantine sur l'île de Chypre, alors soumise à une sorte de condominium avec les Arabes. Il a envoyé Nicétas Chalcoutzès détruire la flotte musulmane vers 964-965, confirmant la domination retrouvée de la marine byzantine sur la Méditerranée orientale.
En 966, un nouveau traité est conclu avec Sayf al-Dawla, convenant d'un échange de prisonniers, lors duquel l'émir est obligé en plus de payer une rançon étant donné le faible nombre de captifs qu'il détient par rapport au total des prisonniers arabes libérés. Cet aveu de faiblesse favorise l’appétit des Byzantins. Pour Nicéphore, la cité d'Antioche, siège d'un patriarcat chrétien, devient une cible envisageable. La ville, sous la domination nominale de Sayf al-Dawla, est en fait détenue par un groupe de notables opposés aux Hamdanides et qui propose de céder la ville aux Byzantins. Toutefois, en juin 966, Sayf al-Dawla reprend le contrôle de la cité, fournissant le prétexte à Nicéphore Phocas pour rompre la paix.
Comme souvent, la chronologie des événements est confuse. Nicéphore assiège d'abord Manbij en octobre avant de se retirer quand il reçoit des défenseurs le keramidion, une relique sacrée sur laquelle la figure du Christ aurait été imprimée. Il se concentre ensuite sur Antioche, dont il atteint les murs le 23 octobre. Malgré ses contacts avec des partisans pro-byzantins dans la ville, il doit mener un siège. Rapidement, il se rend compte que celui-ci s'annonce long et il préfère se replier en Cilicie. Au début de l'année 967, il quitte l'Orient pour de nombreux mois, sans avoir atteint son but mais alors que la situation des Arabes reste très précaire, d'autant que Sayf al-Dawla meurt le 8 février 967. Son fils, Saad al-Dawla, lui succède mais, âgé de seulement quinze ans, il n'est pas en mesure de gouverner un émirat qui cède de plus en plus à l'anarchie.

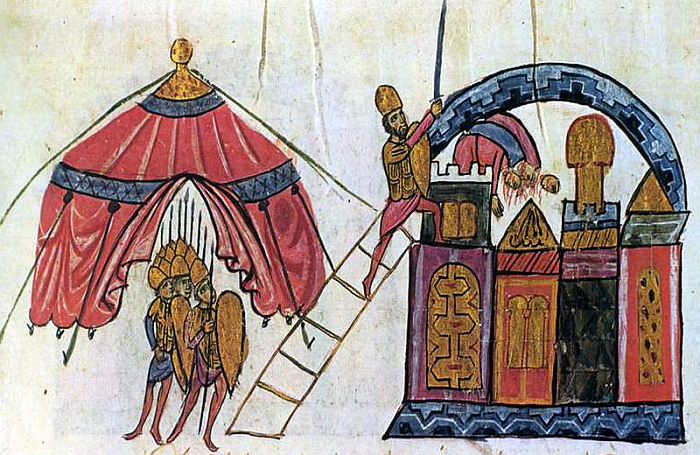
La prise d'Antioche en 969, dépeinte dans la chronique de Skylitzès de Madrid.

En 968, Nicéphore repart en campagne. Le contexte est alors particulièrement tendu au Proche-Orient où les communautés chrétiennes et musulmanes s'opposent de plus en plus. Des représailles sont parfois menées à l'encontre des Chrétiens à la suite des conquêtes byzantines, comme le sort du patriarche Jean VII de Jérusalem, brûlé vif à l'occasion d'émeutes ou celui d'Antioche, assassiné pour des suspicions de sympathies byzantines. Dans le même temps, des raids sont menés contre la Cilicie nouvellement conquise. S'il a parfois été rapporté que Nicéphore Phocas souhaite conquérir la Terre sainte, ses ambitions sont plus limitées et réalistes. Profitant de l'état d'instabilité des émirats frontaliers des terres impériales, il les réduit progressivement soit pour s'en emparer, soit pour les soumettre à une forme de vassalité. En l'occurrence, il réduit la plupart des forteresses de Syrie et, après une victoire devant Alep, Nicéphore s'empare de Maarat al-Nouman, Kafartab, Shaizar, dont il réduit en cendres la grande mosquée, puis Hama et Homs, laquelle est livrée aux flammes et dont il ramène une relique de Saint Jean-Baptiste. Après le saccage de la vallée de l'Oronte, le basileus s'approche de la côte libanaise et prend Jablé, Tell Arqa, Tortose et reçoit la soumission de Laodicée, mais il ne parvient pas à investir Tripoli,. L'expédition est un succès et l'empereur retourne à Constantinople avec un butin considérable et sans doute plusieurs dizaines de milliers de captifs. Il charge son neveu Pierre Phocas et le stratège Michel Bourtzès du blocus d'Antioche. À la suite d'une attaque surprise de Michel Bourtzès le 29 octobre 969, la ville est prise définitivement le 1er novembre avec l'intervention de Pierre Phocas et cela même alors que l'empereur avait ordonné de ne pas prendre la cité. La ville constitue pendant plus d'un siècle la place forte de l'empire dans la région. Si Nicéphore s'en réjouit, il congédie Bourtzès venu lui annoncer la nouvelle pour le punir d'avoir désobéi, d'autant qu'il aurait désapprouvé les destructions opérées dans la ville. Parallèlement, il nomme possiblement son cousin Eustathe Maleinos comme gouverneur d'Antioche,,. En décembre 969 ou janvier 970, Pierre Phocas prend à nouveau la ville d'Alep (où un usurpateur, Kargouya, a chassé Saad al-Dwala), à l'exception de la citadelle, et se contente d'obtenir une promesse de vassalité ainsi que de relever toutes les églises chrétiennes.

### Pénétration en Arménie
Si Nicéphore Phocas se concentre surtout sur le front cilicien, il est amené aussi à s'intéresser à l'Arménie qui, depuis l'époque romaine, constitue une zone tampon entre l'Empire et son rival proche-oriental, d'abord perse, désormais musulman. Si les relations entre les Phocas et les Arméniens sont parfois difficiles, l'Empire est de plus en plus actif en terres arméniennes, profitant du désengagement des Abbassides. Par un concours de circonstances, l'empereur jette son dévolu sur le Taron, une principauté détenue par une branche des Bagratides et qui évolue dans une forme de vassalité à l'égard de Constantinople depuis déjà plusieurs décennies. Les choses s'accélèrent en 966, quand ses deux princes, Grégoire Taronitès et son fils, cèdent le territoire à l'Empire, en échange de terres importantes. S'intégrant dans l'aristocratie byzantine, ils obtiennent aussi le titre de patrice. Un doute subsiste sur la spontanéité de cette cession, qui pourrait avoir été en partie contrainte par Constantinople, comme en attesterait le ralliement de Grégoire Taronite aux Sklèros plutôt qu'aux Phocas dans les années 970. Cette acquisition assure une place prépondérante des Byzantins dans le jeu politique arménien, de plus en plus soumis aux souverains de Constantinople. Nicéphore II envoie aussi un de ses généraux et neveux, Bardas Phocas le Jeune, intervenir contre l'émirat d'Apahounik, l'une des principautés musulmanes situées dans les confins entre les terres impériales et l'Arménie, qui se conclut par la prise éphémère de Manzikert,.

### Tensions en Italie avec le Saint-Empire
En Italie, l'Empire doit relever plusieurs défis. D'abord, l'émirat de Sicile continue de mener régulièrement des raids contre les possessions impériales dans le Sud de la péninsule. Possession autonome du calife des Fatimides Al-Muʿizz li-Dīn Allāh, l'Empire lui paie un tribut annuel en échange d'une paix précaire mais Nicéphore refuse de s'y soumettre. En réaction, les Arabes s'en prennent aux derniers réduits de la présence chrétienne sur l'île, et Taormine tombe en 962. En 963, Rometta est assiégée par le fils du gouverneur local et les chrétiens font appel à Nicéphore pour les aider. L'empereur envoie une flotte dirigée par l'eunuque Nicétas Abalantès pour intervenir, assisté du général Manuel Phocas, cousin de l'empereur, qui dirige les forces terrestres. Ce choix peut surprendre car aucun des deux hommes n'a d'expérience significative ou de succès probants. Il peut traduire soit l'incapacité de l'empereur à priver le front oriental de ses meilleurs généraux, soit un choix délibéré de ne pas offrir à un général confirmé l'occasion d'un succès qui pourrait en faire un rival pour le trône. Cette armée débarque vers Messine en 964 et se dirige vers Rometta, mais elle est vaincue et la flotte interceptée alors qu'elle tente de fuir lors de la bataille du Détroit,. Nicétas est fait prisonnier et, en mai 965, Rometta tombe. Dans le même temps, Nicéphore Hexakionitès, gouverneur de la Calabre et de la Longobardie, restaure les remparts de Tarente, puis tente de réquisitionner des navires pour s'opposer aux musulmans de l'île ; mais des habitants s'y opposent, peut-être pour éviter qu'une guerre n'interrompe le commerce entre les deux rives du détroit de Messine,. Le gouverneur mène néanmoins une flotte au combat vers 965-966, qui est détruite, lui-même périssant dans les combats. Dans l'ensemble, les événements ne sont donc guère favorables à Nicéphore, qui préfère signer une trêve avec les Fatimides en 967, prévoyant notamment la libération de Nicétas. Ce traité satisfait les deux parties qui ont alors d'autres préoccupations, à savoir la conquête de l'Égypte pour les Fatimides,. En parallèle, Nicéphore semble entretenir de bonnes relations avec le califat de Cordoue puisqu'il envoie plusieurs artisans de premier plan participer à l'embellissement de la mosquée de Cordoue, à la demande d'Al-Hakam II.
Sur l'Italie continentale, l'enjeu principal est la lutte d'influence avec le récent Saint-Empire romain germanique. Pour Nicéphore, le problème vient du couronnement comme Saint-Empereur d'Otton Ier en 962. Celui-ci se pose ainsi directement en concurrent de l'Empire byzantin, qui estime être le seul continuateur légitime de l'Empire romain. Plus encore, Otton aspire à étendre son emprise sur l'Italie, dont il contrôle le nord, et vise le sud de la péninsule. Il s'allie avec le Pandolf Ier de Bénévent, prince de Capoue et de Bénévent, avant d'attaquer l'Apulie, tenue par les Byzantins, et tente de prendre Bari en 968 mais doit se replier face à la résistance de la cité,. L'empereur germanique envoie aussi son ambassadeur, Liutprand de Crémone, à la cour de Nicéphore II où il reste de juin à octobre 968. Sa mission est d'obtenir plusieurs concessions de l'empereur, notamment la reconnaissance du titre impérial à Otton, en échange de la paix et du maintien de l'Apulie dans l'orbite byzantine. Otton espère aussi organiser son mariage avec une fille du défunt Romain II. Cependant, Liutprand rencontre l'hostilité des Byzantins, qui lui font subir diverses vexations. Nicéphore refuse d'abandonner la prétention de l'Empire à être le seul continuateur de l'Empire romain, persistant à qualifier Otton de rex (roi) et non basileus ou imperator. Il reproche certainement au souverain germanique l'attaque contre Bari et les Byzantins sont encore fermés à l'idée d'alliances matrimoniales avec des puissances étrangères. Du fait de cet échec, le chroniqueur lombard en a tiré une profonde haine pour Nicéphore, qu'il critique vivement dans ses écrits, de même que les Byzantins en général.
En 969, Otton reprend l'offensive en Calabre, sans plus de résultats. Il est repoussé à Cassano, puis à Bovino. Son allié, Pandolf, est bientôt capturé par le général byzantin Eugène et envoyé à Constantinople. Eugène poursuit jusqu'à Salerne où il est accueilli triomphalement mais il est vite rappelé dans la capitale, apparemment en raison d'exactions contre la population. Quand Nicéphore est renversé, Otton est en train de revenir à la charge mais, dans l'ensemble, cette guerre n'aboutit à aucune confrontation décisive, ni à un quelconque changement territorial d'importance dans le Sud de l'Italie. En revanche, c'est vers 969, peut-être sous Jean Ier, que le catépanat d'Italie est créé, qui regroupe l'ensemble des possessions byzantines d'Italie sous un même gouverneur.

### Une politique balkanique erratique

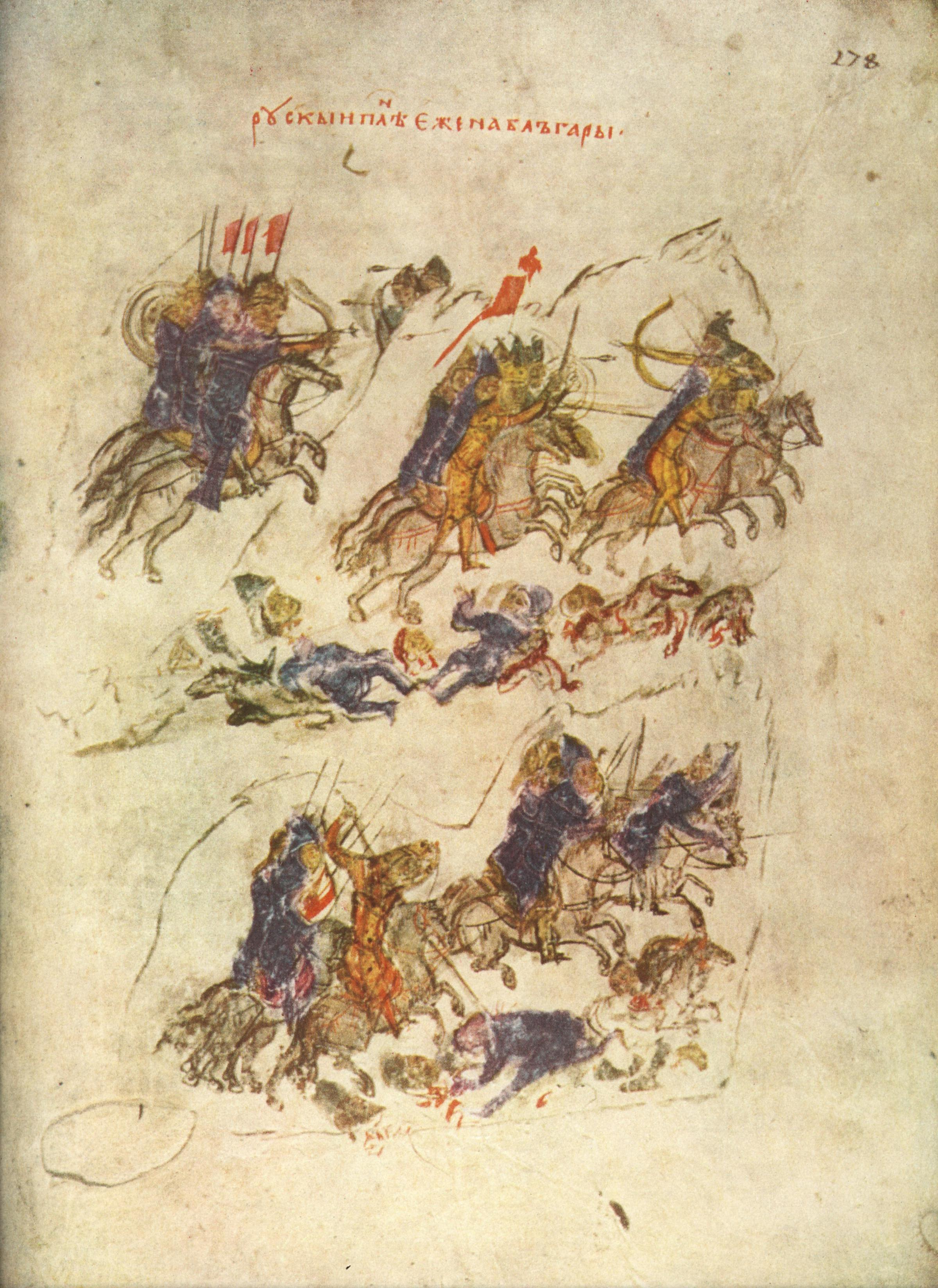
L'invasion de la Bulgarie par le prince Sviatoslav. Miniature issue de la chronique de Constantin Manassès.

Si l'objectif principal de Nicéphore reste la lutte contre les musulmans, en Syrie surtout et en Sicile par ailleurs, il entretient des relations complexes avec le Premier Empire bulgare, sur un front qu'il connaît très mal et dont il ne maîtrise pas complètement tous les enjeux. Cette puissance régionale d'importance constitue un rival périodique de Constantinople, contestant sa domination sur les Balkans tout en étant dans son orbite culturelle. Pour les Byzantins, ils constituent parfois des alliés et un peuple converti par leurs soins mais ils ont toujours pour ambition de récupérer la domination des terres au sud du Danube. Or, depuis le traité byzantino-bulgare de 927, Constantinople doit payer un tribut annuel aux Bulgares en échange de la paix et de la garantie par les Bulgares de s'opposer aux raids des Magyars au sud du Danube. Cette clause assure aux Byzantins de ne pas avoir à combattre sur deux fronts mais Nicéphore II la juge déshonorante. La séquence des événements qui suivent, entre 965 et 967, varie selon les auteurs. Souvent, les historiens reprennent la vision de Léon le Diacre qui affirme que Nicéphore reçoit les ambassadeurs bulgares venus réclamer leur tribut avec mépris, voire en les insultant. Il aurait ensuite entrepris une brève campagne militaire contre des positions frontalières bulgares, avant de se retirer. Jean Skylitzès, suivi par Kaldellis est plus sobre dans sa description des événements, ne faisant référence qu'à une inspection de la frontière mais soulignant que Nicéphore reproche aux Bulgares de ne pas s'opposer suffisamment aux raids des Magyars, qui pénètrent parfois en terres byzantines. Par ailleurs, Nicéphore Phocas estime probablement que les défenses ennemies sont trop fortifiées pour une offensive sérieuse ou bien craint-il de tomber dans une embuscade, comme plusieurs de ses prédécesseurs dans le terrain montagneux complexe des Rhodopes,.
Renonçant à l'usage de la force, il use de diplomatie pour susciter un adversaire sur les arrières des Bulgares. Il se tourne vers la Rus' de Kiev, une puissance naissante qui domine la steppe ukrainienne et qui a déjà menacé Constantinople par le passé. Il envoie un certain Kalokyros, natif de Cherson, possession de l'Empire en Crimée, pour conclure une alliance avec Sviatoslav Ier vers 966-967. Il emporte avec lui une forte somme d'argent pour convaincre son interlocuteur, qu'il sait ambitieux. Pour Nicéphore, c'est aussi un moyen de le détourner de la ville de Cherson, de plus en plus menacée. Après des négociations dont le détail est inconnu, Sviatoslav accepte et lance en 968 une vaste offensive qui pénètre immédiatement en profondeur dans le territoire bulgare, brisant l'armée du tsar Pierre Ier qui meurt quelques mois plus tard. Le succès est d'ampleur, à tel point que Nicéphore craint que l'attaque ne se transforme en véritable invasion. Kalokyros est d'ailleurs soupçonné d'avoir conclu une alliance avec Sviatoslav, pour devenir empereur à la place de Nicéphore. Il est alors possible que Nicéphore ait déclenché une autre offensive, cette fois par les Petchénègues, un rival de la Rus', à moins que ce ne soient les Bulgares qui aient fait appel à eux. Quoi qu'il en soit, ils menacent bientôt Kiev et obligent Sviatoslav à se retirer de Bulgarie, temporairement. Dans l'intervalle, Nicéphore tente de s'allier avec Boris II, le tsar de Bulgarie depuis janvier 969. Toutefois, dès l'été 969, Sviatoslav reprend sa marche en avant en Bulgarie, qu'il soumet à une sorte de vassalité et dont il incorpore des soldats dans son armée, avec pour ambition de continuer vers le sud et Constantinople. C'est la situation à la mort de Nicéphore, qui laisse une situation plus périlleuse qu'à son arrivée sur le trône,.

## Politique intérieure

### Politique fiscale et foncière

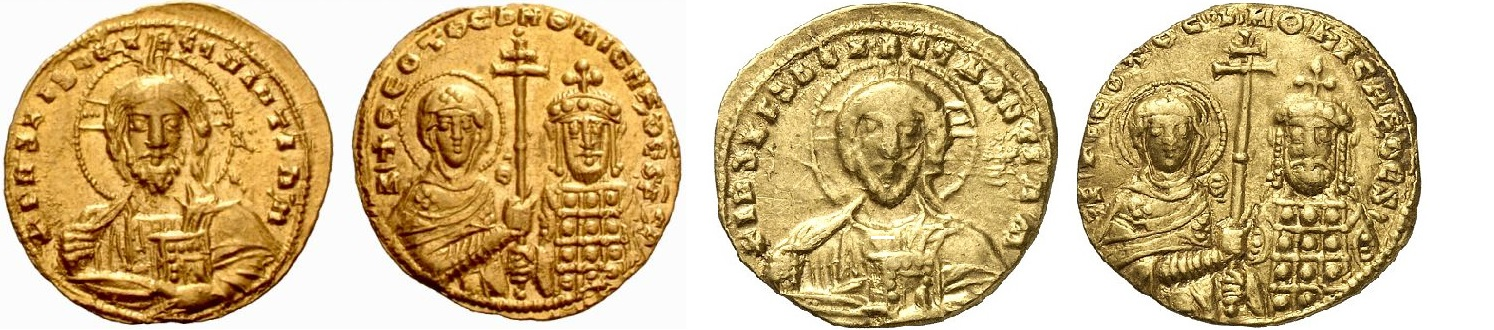
Histaménon à gauche et tétartéron à droite. Si les deux monnaies d'or affichent la même valeur faciale, le tétartéron a une composition en or légèrement inférieure.

Empereur général, Nicéphore II Phocas consacre l'essentiel de son attention aux affaires étrangères et militaires. Sa politique intérieure est avant tout au service de ses ambitions extérieures, dont les coûts sont significatifs surtout avec le passage à une guerre offensive qui suppose une mobilisation plus constante. Plus largement, sa politique fiscale est parfois décrite comme agressive pour financer ses conquêtes, avec des taxes plus lourdes, y compris pour les sénateurs qui voient leurs privilèges se réduire.
Par ailleurs, Nicéphore II prend des mesures proches de celles des autres empereurs de l'ère macédonienne, qui cherchent à contenir la progression de la grande propriété, aux mains des grands clans aristocratiques. S'il appartient lui-même à l'une de ces grandes familles, il ne semble pas céder à la tentation de favoriser sa couche sociale et essaie plutôt de protéger la petite propriété paysanne, qui forme l'ossature de la société byzantine d'alors. Ce sont ces paysans qui sont mobilisés par l'armée byzantine pour défendre le territoire en cas de raids, notamment musulmans. Par conséquent, les souverains byzantins privilégient la défense de cette catégorie sociale par des mesures qui limitent l'acquisition de nouvelles terres par les plus riches, qui peuvent aussi devenir des concurrents au pouvoir impérial. Par deux novelles (textes législatifs byzantins) de 967, il limite les cas dans lesquels les puissants peuvent acheter les terres de petits propriétaires et, dans le cas où un puissant aurait construit des bâtiments sur des terres qui ne lui appartiennent pas ou qu'il a illégalement acquis, il doit rembourser deux fois le prix de la parcelle plutôt que de détruire ce qu'il a construit, pour éviter que cette législation n'entraîne des destructions inutiles. Cette interdiction d'acheter des terres aux plus pauvres s'étend jusqu'au sein du chôrion, c'est-à-dire de la communauté villageoise dans laquelle s'applique un principe de solidarité et de préemption, qui permet à un autre membre de la communauté, y compris issu de l'aristocratie, d'acquérir plus facilement les propriétés d'un autre. Si Romain II a prohibé les acquisitions au sein d'un chôrion, par le biais de l'héritage notamment, Nicéphore II va plus loin en ouvrant le droit à une rétroactivité de cette prohibition. Dorénavant, si un puissant est parvenu à faire jouer son droit de préemption dans un chôrion, il doit céder les terres acquises. S'il interdit aussi aux plus pauvres d'acheter des terres appartenant aux plus riches, il s'agit d'une réciproque très théorique étant donné que les propriétaires les plus modestes n'ont généralement pas les moyens d'acquérir de terres supplémentaires. À cet égard, Paul Lemerle parle de satisfaction purement platonique accordée aux puissants,.
Par ailleurs, comme d'autres empereurs, il favorise les déplacements de population pour peupler ou repeupler certaines zones frontalières. Les Arméniens sont particulièrement sollicités en la matière, notamment en Crète, mais aussi en Cilicie. Un décret les concerne d'ailleurs spécialement dans la zone frontière d'Anatolie, plus précisément dans les thèmes dits arméniens qui se constituent au fur et à mesure de la progression byzantine. S'ils assurent à l'Empire des supplétifs indispensables à leur effort militaire, les Arméniens de ces territoires sont parfois rétifs à l'ordre impérial. Nicéphore y impose une législation différente. Ainsi, les stratiotes ne peuvent réclamer leurs terres, données à des réfugiés ou à des soldats en récompense de leur bravoure, que dans un délai de trois ans, ce qui est particulièrement restreint,. Par ailleurs, en cas de meurtre, la famille de la victime ne peut recevoir une parcelle de terres appartenant au meurtrier en compensation, à la différence du reste de l'Empire. Dans les deux cas, l'objectif est de stabiliser des contrées frontalières encore fragiles, en incitant les habitants à rester sur leurs terres. Cette novelle traduit aussi la méfiance de Nicéphore et d'une bonne partie de la société byzantine envers les Arméniens.
En outre, il lutte aussi contre l'accumulation foncière de l'Église et des monastères, qui s'accompagne souvent d'un manque de valorisation des terres acquises. En prohibant les donations de terrains à ces institutions, il entend les inciter à exploiter les terres qu'elles possèdent déjà, en les mettant en culture par exemple. Cette mesure s'inscrit aussi dans sa vision d'un monachisme frugal, alors que l’Église est le principal propriétaire terrien derrière l'Empire.

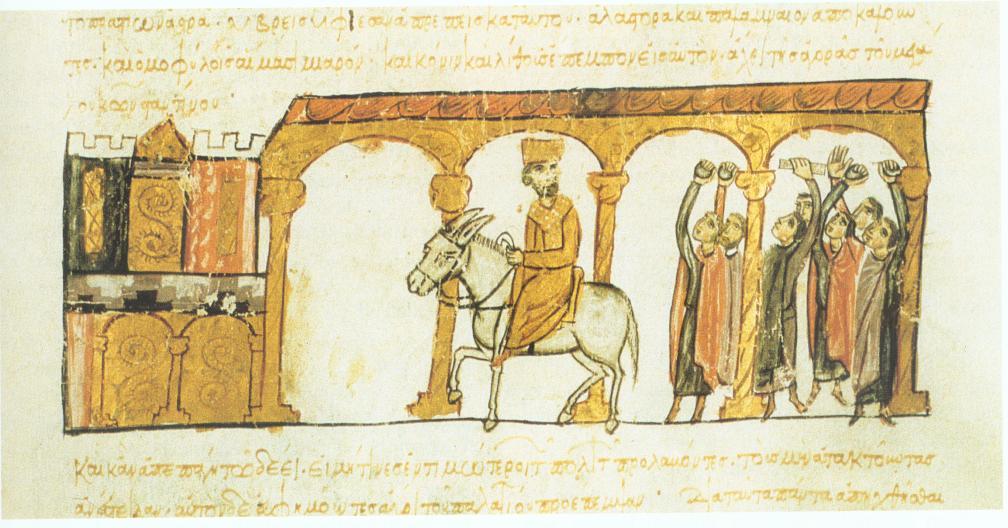
Nicéphore face aux émeutiers en 967 dans la chronique de Skylitzès de Madrid.

Une novelle de Nicéphore a retenu l'attention des historiens, à propos de la propriété des stratiotes, c'est-à-dire des paysans soldats mobilisables en cas de guerre. Pour s'assurer qu'ils disposent des moyens de s'équiper, l'Empire leur garantit l'inaliénabilité de leur propriété à hauteur de quatre livres. En dessous, ils ne peuvent vendre leur terre, qui doit donc leur être rétrocédée si elle a été acquise par quelqu'un d'autre. Au-dessus, la rétrocession s'accompagne d'un remboursement de la part du stratiote pour la part supérieure à 4 livres. Cette mesure protectrice assure aux propriétaires de disposer du minimum pour un équipement militaire de base mais, avec le renouveau des guerres offensives, l'Empire a un besoin accru de troupes lourdement armées, en particulier la cavalerie, bien plus chère. De ce fait, Nicéphore relève cette part inaliénable à douze livres, une valeur très importante car peu de propriétaires peuvent se prévaloir d'un tel revenu,. Les conséquences de cette législation restent incertaines et des historiens comme Anthony Kaldellis doutent même qu'elle ait été réellement prise par Nicéphore Phocas, plaidant pour un faux créé tardivement,. Michel Kaplan estime pour sa part que la mesure protège un peu plus la moyenne paysannerie, voire les couches un peu plus aisées mais prive potentiellement les moins fortunés d'une possibilité de vendre une partie de leur terre en cas de difficultés financières. En revanche, il n'accrédite pas l'idée que la mesure favorise un recrutement militaire tourné vers les plus riches, seuls capables de se payer l'équipement des cavaliers lourds. Ostrogorsky y a notamment vu un tournant vers un recrutement de plus en plus élitiste et une première étape vers le déclin de la petite paysannerie militaire de l'Empire. Or, Kaplan rappelle bien que les stratiotes qui possèdent pour moins de douze livres de terres ne perdent pas le statut de stratiote. Enfin, la rétrocession de terres irrégulièrement acquises est limitée par un principe de prescription quarantenaire. Une dernière conséquence de l'élévation de la valeur des terres inaliénables est le basculement progressif vers une forme de fiscalisation de la strateia. Ce n'est apparemment pas un objectif de Nicéphore II mais en accroissant substantiellement le volume des terres liées au service militaire, il contribue aussi à sanctuariser ces propriétés pour le prélèvement fiscal. Or, dans les décennies à venir, le service militaire imposé par la possession de ces terres tend à être remplacé par le paiement de l'impôt car les empereurs préfèrent des troupes professionnelles à des conscrits peu adaptés aux guerres offensives,.
De manière générale, si l'Empire byzantin connaît une réelle prospérité économique qui s'appuie sur des conquêtes territoriales apportant de nouvelles sources de richesses, le besoin en numéraire semble de plus en plus difficile à satisfaire. L'économie en expansion appelle des échanges plus nombreux que la monnaie byzantine peine à suivre. De ce fait, sous Nicéphore Phocas, une légère dévaluation est décidée avec l'introduction d'une nouvelle monnaie d'or, le tétartéron, à la valeur légèrement inférieure de deux carats à la nomisma classique, dorénavant appelée histaménon. C'est un tournant notable car la monnaie byzantine jouit d'une très grande stabilité. Initialement, les deux monnaies sont exactement similaires et Nicéphore utilise le tétartéron pour payer certaines dépenses de l'État, ce qui lui permet donc d'acheter moins cher puisque la valeur faciale est identique. En outre, leurs détenteurs ont la tentation de s'en débarrasser, ce qui accélère la circulation monétaire et favorise les échanges, au prix d'un mécontentement grandissant,. Certains historiens ont aussi émis l'hypothèse que cette nouvelle pièce se rapproche du dinar arabe et favoriserait le commerce international.

### Politique religieuse

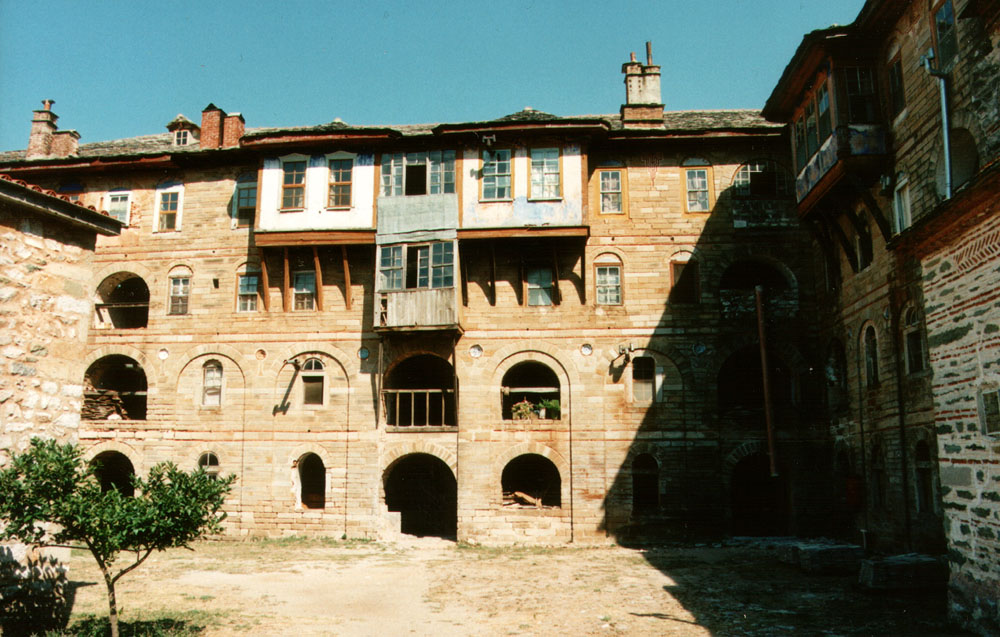
Bâtiment du monastère de la Grande Laure de l'Athos, fondé sous les auspices de Nicéphore Phocas

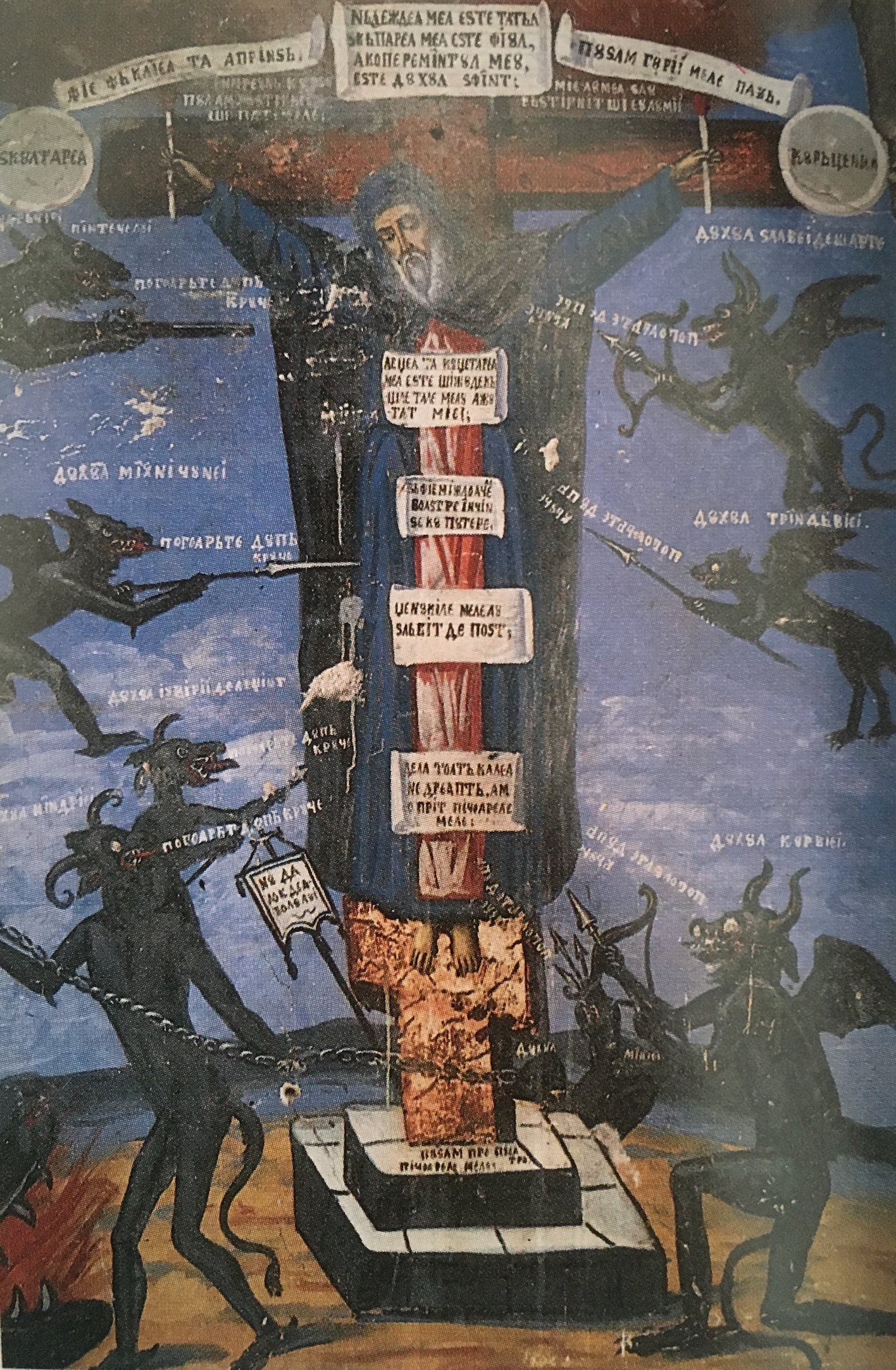
Fresque représentant Athanase l’Athonite, dans l’église de Lavra. Michel Kaplan, Tout l’or de Byzance (p. 120), collection « Découvertes Gallimard ».

Si Nicéphore a d'abord la réputation d'un soldat, sa religiosité a été largement soulignée par ses contemporains. Son oncle, Michel Maleïnos, grand religieux de cette époque, l'a certainement influencé, de même qu'Athanase de Trébizonde, qui pourrait avoir participé à son éducation. Avant même qu'il soit empereur, Nicéphore Phocas et ses frères contribuent au développement d'églises et de monastères en Cappadoce. Il aide son oncle Maleïnos dans la fondation d'un monastère sur le mont Kyminas. De même, la nouvelle église de Tokali comprend une inscription précisant que les décorations ont été lancées à l'initiative de Constantin Phocas et poursuivies par ses frères. Pareillement, l'église de Çavuşin, connue sous le nom de Grand Pigeonnier ou bien d'église de Nicéphore Phocas, présente une fresque qui dépeint l'empereur et plusieurs membres de sa famille, probablement réalisée vers 964-965, au moment où l'empereur se rend en personne dans la région poursuivre ses conquêtes,. Sa figure y est associée à celle de Josué, le personnage biblique qui conquiert la Terre sainte, souvent célébré par les militaires byzantins. Il n'est d'ailleurs pas exclu que les succès de Nicéphore soient l'une des inspirations à l'origine du manuscrit byzantin, le rouleau de Josué. Sa représentation fait aussi écho à celle de Constantin le Grand, également peint dans l'église ; le rapprochement entre le souverain régnant et son plus illustre prédécesseur étant un trait courant de l'iconographie de l'ère macédonienne,.
Nicéphore éprouve un attrait pour l'ascétisme, une valeur forte du monde religieux byzantin et il aurait signifié son souhait de devenir moine à quelques reprises, y compris auprès de Joseph Bringas quand celui-ci exerce la régence après la mort de Romain II. Charles Personnaz parle ainsi d'une « tentation du désert ». Athanase lui aurait reproché son choix final de la voie du pouvoir et son mariage avec Théophano. Il est possible que Nicéphore en ait tiré des remords attisés par Athanase, favorisant le patronage qu'il apporte au monastère de la Grande Laure du Mont Athos, créé en 963 et placé sous la direction d'Athanase. Il s'agit du premier grand complexe monastique de cette péninsule amenée à devenir l'un des points cardinaux de la spiritualité orthodoxe. Il lui confère d'importants privilèges par le typikon de 964, accordant une grande autonomie de fonctionnement au monastère,. Pour Nicéphore, c'est aussi une façon de promouvoir un monachisme sobre, considéré comme un idéal parfois oublié par des monastères qui se sont enrichis et ont accumulé des terres partout dans l'Empire. Il s'inspire, entre autres, des préceptes de Théodore Studite qui, cent cinquante ans plus tôt, a promu un monachisme similaire. De cette manière, Nicéphore conjugue une volonté politique de s'opposer à une Église trop puissante ou trop riche et un idéal spirituel fait de labeur, de dénuement mais aussi de valorisation du cénobitisme, souvent mis au second plan dans la théologie byzantine au profit de l'érémitisme.

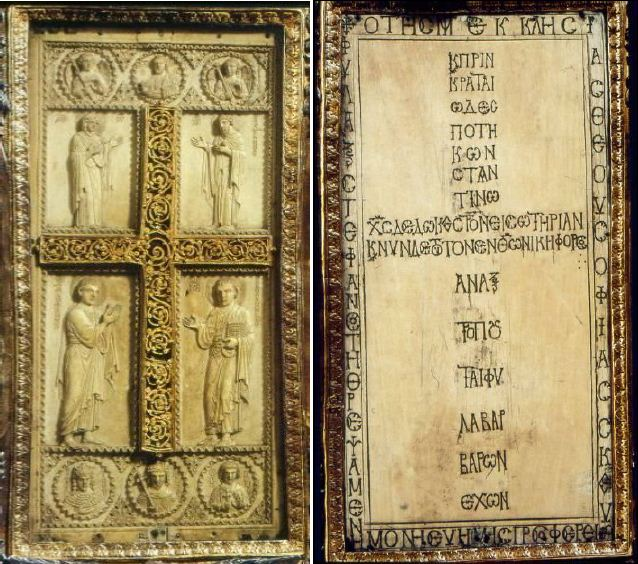
Staurothèque de l'église San Francesco de Cortone, ayant peut-être appartenu à Nicéphore Phocas, qui apparaît dans le médaillon central, au bas du reliquaire. L'inscription peut se lire ainsi : Auparavant, le Christ donna cette croix au puissant Constantin pour son salut. Maintenant, c'est Nicéphore, par la grâce de Dieu, qui l'a en sa possession pour refouler les tribus barbares.

Une partie du clergé byzantin réagit mal aux immixtions religieuses de Nicéphore Phocas, qu'elle voit comme un moyen de réduire son influence. C'est notamment le cas du patriarche Polyeucte dont la vision diffère largement de celle de Nicéphore. Il apprécie peu les privilèges accordés à la vie monastique et les liens très forts que Nicéphore trace entre la guerre et la religion. En effet, l'empereur cherche à promouvoir au rang de martyrs les soldats morts dans les guerres contre les Musulmans, ce à quoi s'oppose Polyeucte. En outre, Nicéphore tente de s'ingérer dans la nomination des métropolites, exigeant de donner son accord alors qu'il s'agit d'une prérogative du patriarche. Il va jusqu'à envoyer des fonctionnaires contrôler les finances des évêchés quand leur détenteur décède et fait saisir des biens en cas de dépenses excessives. Pour le patriarche, sa résistance permet d'affirmer l'autonomie de l'Église face au pouvoir impérial, traditionnellement très interventionniste dans la pratique politique byzantine. Surtout quand l'empereur, tel Nicéphore, est versé dans la théologie et défend des convictions très affirmées. Dans l'ensemble, en se heurtant parfois trop frontalement à la principale autorité religieuse de l'Empire, il s'est probablement aliéné des opposants puissants.
Enfin, la défense de la foi chrétienne et les actes militaires de Nicéphore sont indissociables. Par ses conquêtes, il entend aussi consolider la place du christianisme. L'Empire reprend ainsi le contrôle d'Antioche, l'une des principales cités chrétiennes d'orient. La reconquête de la Crète s'accompagne d'un retour en force du christianisme tandis que les disputes avec Otton en Italie sont aussi l'occasion de réaffirmer la place de l'Église byzantine au sud de la péninsule. Ainsi, en 968, Otrante est élevée au rang de métropole. Il fait un large usage des reliques et profite de ses conquêtes pour en récupérer et les exhiber lors de ses triomphes, à l'image de croix qu'il ramène de la prise de Tarse. Ainsi, il met la main sur un fragment de la Sainte-Croix, aujourd'hui conservé dans un reliquaire de l'église San Francesco de Cortone en Italie, qui comporte d'ailleurs un médaillon à son effigie, indiquant qu'il a pu en être le propriétaire. Cet expansionnisme met aussi Nicéphore en contact avec les Églises orientales qui ont souvent rompu avec Constantinople et dont les divergences théologiques sont parfois profondes. C'est notamment le cas des monophysites qui vivent aux marges du monde chrétien, en Syrie et en Irak. Nicéphore tente de se les concilier pour affermir ses conquêtes et repeupler des terres frontalières parfois désertées, autorisant la création d’évêchés jacobites. Mais Polyeucte se montre plus intransigeant et il convoque un synode en 969 qui doit conclure l'union entre l'Église jacobite et Constantinople, sans y parvenir. Les ecclésiastiques ayant refusé de communier dans la foi orthodoxe sont alors exilés. Les relations sont plus tendues avec les chrétiens arméniens, eux aussi en conflit avec le patriarcat de Constantinople. Le règne de Nicéphore voit la rupture être consommée avec la décision du catholicos d'Arménie Ananias de rebaptiser les Arméniens ayant reçu le baptême de rite grec, consacrant la division entre ces deux branches de la chrétienté.

### Trahison
Les impôts trop élevés et la dépréciation de sa monnaie rendent Nicéphore II de plus en plus impopulaire, d'autant que son frère Léon se rend coupable de cupidité. Par ailleurs, il se pourrait que Nicéphore ne soit jamais parvenu à s'intégrer pleinement à la société constantinopolitaine, qui ne se reconnaît pas toujours dans le militarisme exacerbé de l'empereur, issu d'une région frontalière où la lutte contre les Musulmans constitue le leitmotiv principal de toute action. En 967, lors de jeux organisés dans l'Hippodrome de Constantinople, une simulation de combats est prévue mais quand les soldats tirent l'épée, la panique gagne les rangs des spectateurs et un mouvement de foule meurtrier s'ensuit. Quelques semaines plus tard, l'empereur est pris à partie pour sa responsabilité dans ces événements tragiques et il décide de renforcer les défenses du palais de Boucoléon où il réside, accroissant le sentiment d'un empereur qui se coupe des Constantinopolitains.
Le danger vient surtout d'une alliance entre plusieurs personnalités frustrées par le régime de Nicéphore. D'abord, son épouse, Théophano, dont le mariage avec Nicéphore est uniquement politique et qui craint que son mari ne prévoie de céder le pouvoir aux enfants de son frère Léon Phocas, dont il est très proche. Ensuite, Tzimiskès, privé de son titre de Domestique des Scholes vers 965 au profit d'un parent de Nicéphore II, peut-être parce que sa loyauté devient suspecte. Celui-ci est de surcroît soupçonné d'entretenir une relation avec Théophano. Enfin, Basile Lécapène, toujours ambitieux, que le titre de proèdre qui lui est conféré ne suffit pas à satisfaire et qui est par ailleurs très proche de Tzimiskès. À ces trois conspirateurs, d'autres personnalités de premier plan se greffent, notamment Michel Bourtzès, humilié après la prise d'Antioche, ainsi que Isaac Brachamios, lui aussi partie prenante de la campagne syrienne mais qui s'estime insuffisamment récompensé ou des fidèles de Tzimiskès comme Léon Abalantés.

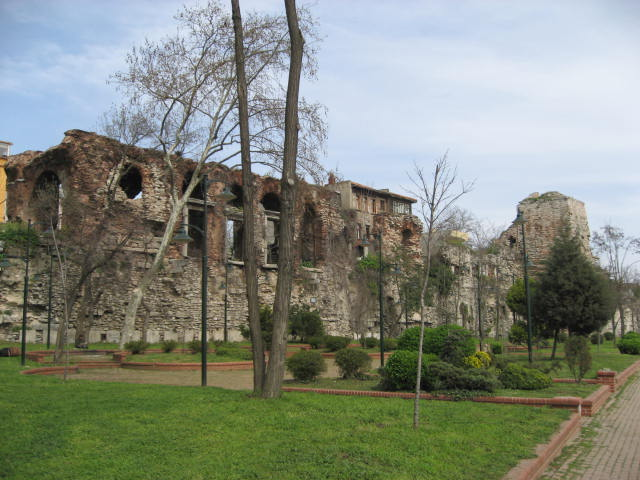
Vestiges du palais de Boucoléon dans lequel Nicéphore II est tué.

Conscients que tout soulèvement armé risquerait de se heurter à la fidélité des soldats à l'empereur, les conspirateurs préfèrent une révolution de palais. Les conjurés décident donc de supprimer Nicéphore II Phocas. Les suivantes de Théophano font entrer le 11 décembre 969 un détachement commandé par Tzimiskès dans le palais de Boucoléon, bâtiment qui a pourtant été renforcé à la suite des émeutes de 967, passant semble-t-il par le rempart maritime. Ce groupe est composé de huit à dix hommes, dont Michel Bourtzès, Léon Pédiasomos (un officier proche de Tzimiskès), Léon Abalantés, taxiarque, et Théodore le Noir. Pénétrant dans la chambre impériale, ils sont surpris de ne pas y trouver l'empereur mais un eunuque du palais leur signale qu'il dort dans une autre pièce, à même le sol, enveloppé dans la peau d'ours dont lui a fait cadeau son oncle Michel Maleïnos. L'exécution semble particulièrement violente et cruelle et se termine par la décapitation de Nicéphore, dont la tête est jetée au-devant des gardes palatins. Peu après, ses restes sont ensevelis discrètement aux Saints-Apôtres dans un sarcophage sur l'hérôon de Constantin Ier. Si ce coup d'état ne suscite pas d'oppositions fortes, étant donné que Tzimiskès peut s'appuyer sur une partie de l'armée, il stupéfie une partie des contemporains et des chroniqueurs suivants, marqués par la violence de l'événement. En revanche, le monde musulman se réjouit de la nouvelle de la mort de leur ennemi. Pour les partisans de Nicéphore comme son frère, Léon, l'heure est à la fuite ou à la soumission. Cependant, ce coup d'état accroît durablement les tensions entre les différentes familles de l'aristocratie anatolienne, en particulier entre les Sklèroi, soutiens de Tzimiskès, et les Phocas, qui se déchirent seulement quelques années plus tard.
La mort de Nicéphore a été longuement décrite par plusieurs chroniqueurs, dont Léon le Diacre, Jean Skylitzès ou Michel Psellos, qui rivalisent de détails souvent sordides. Le premier nous fournit la trame vivante d'un acte dramatique dans lequel l'empereur périt assassiné sous le nombre et dont le cadavre est jeté dans la neige. Skylitzès livre un récit similaire en plusieurs points à l'exécution de Léon V l'Arménien, lui aussi par un groupe de conspirateurs, dans un lieu sacré et se terminant par une décapitation après une ultime demande de grâce. La richesse de ces témoignages démontre la gravité de l'événement mais dit aussi beaucoup de la perception de l'empereur et de son corps dans la vision byzantine. Lieutenant de Dieu sur terre, le souverain est revêtu d'une valeur sacrée et les outrages qui lui sont faits sont d'autant plus marquants. Mais tous les auteurs s'accordent pour dire que Tzimiskès ne donne pas de coups, en tout cas pas le coup fatal, auquel cas, sa légitimité impériale aurait gravement souffert d'un tel sacrilège. Polyeucte exige d'ailleurs qu'il châtie le coupable avant d'être couronné et c'est Abalantès qui est accusé et condamné à mort, tout comme l'avaient été par exemple les assassins de Léon V l'Arménien par Théophile. Dans les deux cas, ce sont bien des bénéficiaires directs du crime qui prononcent la peine. Ces condamnations visent en quelque sorte à réaffirmer la sainteté du corps de l'empereur, même quand celui-ci est fautif. En l'occurrence, Évelyne Patlagean souligne que Nicéphore, à la différence d'autres empereurs assassinés comme Michel III et Léon V, ne peut être accusé d'ivrognerie comme le premier ou d'iconoclasme pour le second. Sa mort violente, qui n'est pas une punition pour des crimes quelconques, revêt donc une portée plus forte ; elle ouvre la voie à une postérité quasi-religieuse.
Il reste une incertitude sur les motivations de Théophano Anastaso. Selon certains chroniqueurs, elle a agi pour un motif purement crapuleux ; d’autres chroniqueurs, tel Constantin Manassès, la dédouanent entièrement et parlent de la menace que faisait peser Nicéphore II et son frère sur les enfants de Théophano. Cette dernière, craignant de voir ses fils mutilés et exilés dans un monastère, aurait alors fait appel à Tzimiskès. C'est aussi ce que rapporte Yahya d'Antioche qui mentionne des disputes conjugales à propos du rôle de Léon Phocas, de plus en plus désigné comme régent de son frère. Selon Lynda Garland, les chroniqueurs ont eu tendance à exagérer le rôle de Théophano dans ce complot, pour dédouaner les autres participants, en particulier Tzimiskès.

## Historiographie et postérité

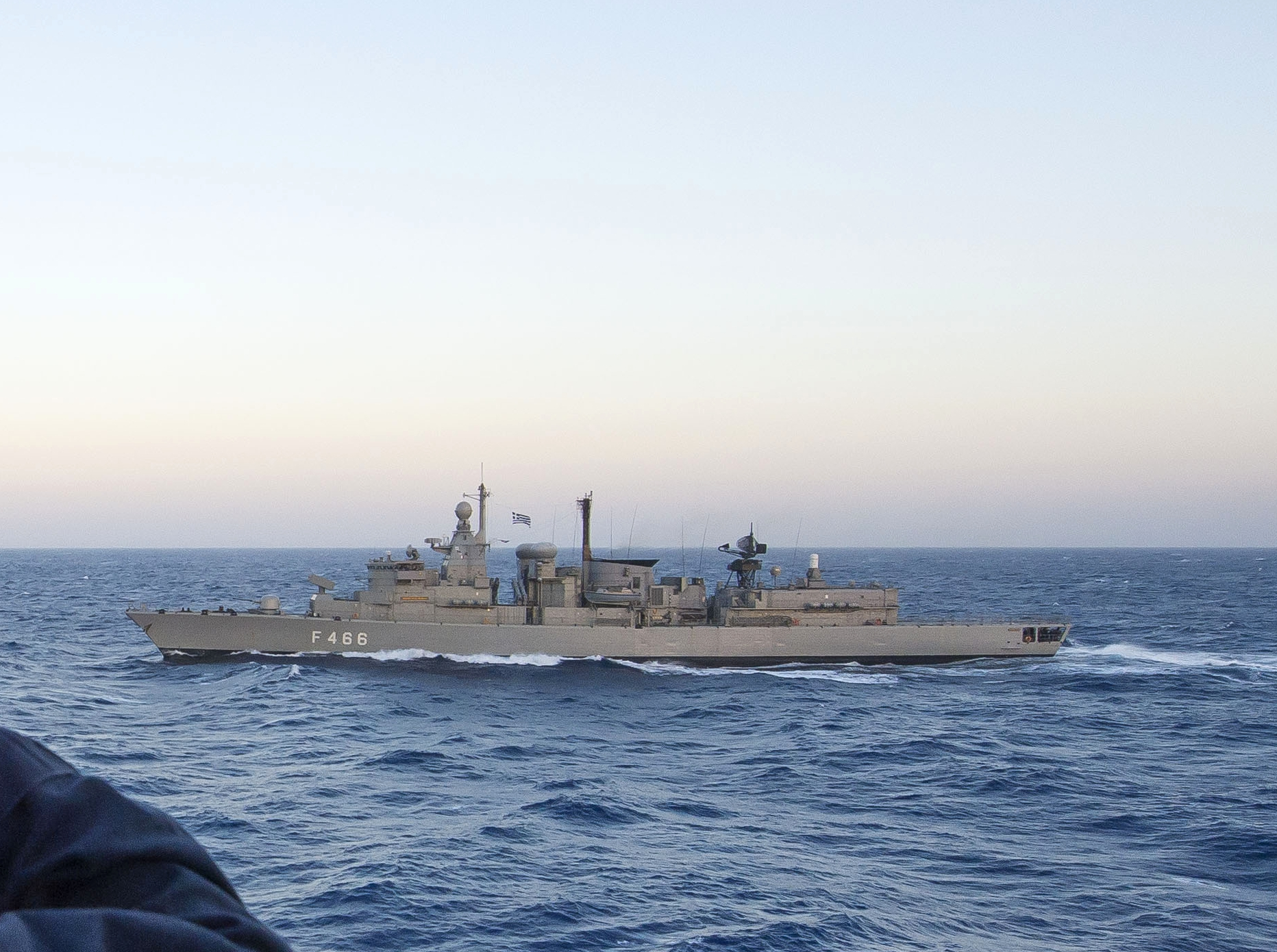
Le Nicéphore Phocas (F466), frégate de la marine grecque en 2014.

À la différence des chroniqueurs byzantins, les historiens modernes sont globalement tous favorables à Nicéphore Phocas, vu comme un général de talent et un empereur compétent. Dès le XVIIIe siècle, Edward Gibbon est partagé entre les réussites du général et une spiritualité ascétique qui masque une profonde et dangereuse ambition, tout en soulignant que l'avarice qui lui est prêtée est certainement hâtive. Son image a fortement été influencée par la biographie que lui consacre Gustave Schlumberger à la fin du XIXe siècle, véritable introduction à son épopée byzantine qui décrit avec lyrisme l'ère d'expansion de l'Empire sous Jean Ier et jusqu'à la mort de Basile II en 1025, qu'il décrit comme les « dignes successeurs de Nicéphore Phocas, le plus grand souverain militaire occidental du Xe siècle ». Il va jusqu'à faire de ses guerres un prélude aux Croisades à venir, assertion que la plupart des historiens ultérieurs réfutent. Anthony Kaldellis souligne les visions antagonistes de ses contemporains, partagés entre la glorification de ses exploits militaires et une politique fiscale impopulaire mais pourtant nécessaire à la conduite de ses opérations militaires. Il le décrit ainsi comme « héros militaire qui s'est aliéné de larges pans de la société byzantine », en particulier à Constantinople. Louis Bréhier reprend la figure du moine-soldat, parlant de lui comme d'un « parfait chef de guerre », « au caractère taciturne et sombre », dont toute l'énergie est dirigée vers le succès de ses expéditions militaires, au point d'exciter les masses face à une politique fiscale trop rude et parfois injuste. Warren Treadgold dit de lui qu'il convenait parfaitement à la fonction impériale, mêlant aux talents militaires des compétences certaines en matière administrative et fiscale et une compréhension des intrigues de cour. L'interprétation de Georg Ostrogorsky est plus ambigüe. Il reprend l'image répandue du moine-soldat mais estime qu'il reste, en dépit de son ascétisme, un représentant du clan des puissants. Son ascension symbolise la victoire de l'aristocratie. Là où les autres empereurs de la dynastie macédonienne ont défendu la « classe moyenne » de l'Empire, incarnée par les stratiotes, lui aurait favorisé une catégorie plus aisée. Cette interprétation est aujourd'hui largement remise en cause, en particulier depuis Paul Lemerle.
Si Nicéphore a souffert de contestations qui ont conduit à sa mort, son souvenir atteste d'une popularité au moins partiellement intacte dans la société byzantine. Quelques années après sa mort, un poème attribué à Jean Géomètre chante ses louanges, celles d'un homme plus tranchant que l'acier, victime d'une femme et du fer et qui se satisfait désormais d'un arpent après avoir pu prétendre régner sur la terre entière,. Bientôt, un texte intitulé Le Dit de l'empereur Nicéphore Phocas et son épouse Théophano atteste d'une légende apparue rapidement autour de l'empereur et transmise initialement par des moines avant d'être apparemment traduite en slavon. Diffusé largement dans le monde slave, alors que celui-ci connaît une forte influence byzantine, il entretient l'image d'un Nicéphore Phocas proche de l'idéal monastique, mort en martyr. Cette figure rejoint celle des saints rois, qui se retrouve dans la culture serbe, à l'instar de Jovan Vladimir. Derrière ces images mythifiées se construit l'idéal-type du souverain idéal. L’Apocalypse d'Anastasie, qui traite des aventures d'un personnage fictif, a lui aussi contribué à populariser cette image de l'empereur saint, qui doit servir de modèle aux autres monarques. Dans ce récit, l'héroïne, une nonne, explore l'Au-Delà où elle rencontre plusieurs éminentes figures de la chrétienté comme Constantin le Grand ou Nicéphore Phocas, qui sont autant de modèles à suivre. Mais c'est bien dans la version slave que l'accent est mis sur Phocas. Néanmoins, dans l'Empire byzantin aussi son souvenir reste vivace. Dès le XIe siècle, un office en son honneur est célébré chaque 11 décembre, le jour de sa mort, qui rappelle son triple statut de martyr, ascète et guerrier, « porteur de la gloire des Romaioi (Romains) ». Et quand l'Empire commence à vaciller dans la deuxième moitié du XIe siècle, sa parenté hypothétique voire légendaire devient un facteur de légitimité, expliquant que Michel Attaleiatès en fasse un aïeul de Nicéphore III Botaniatès.
À l'époque moderne, il continue d'être célébré pour ses succès militaires. Ainsi, la république de Chypre a sorti un timbre à son effigie, commémorant la reprise de l'île par les Byzantins en 965. En Grèce, son souvenir est relativement bien conservé, à la différence d'autres souverains byzantins. L'ancienne commune crétoise de Nikifóros Fokás, désormais incluse dans la municipalité de Réthymnon, fait écho à la campagne de libération de l'île de Nicéphore Phocas. En 2004, la marine grecque a baptisé l'un de ses navires, la frégate F 466, du nom de Nicéphore Phocas. Il s'agit du premier bâtiment à être nommé en l'honneur d'un personnage byzantin dans la marine hellénique.